# Ciencia y tecnología de la dinastía Song

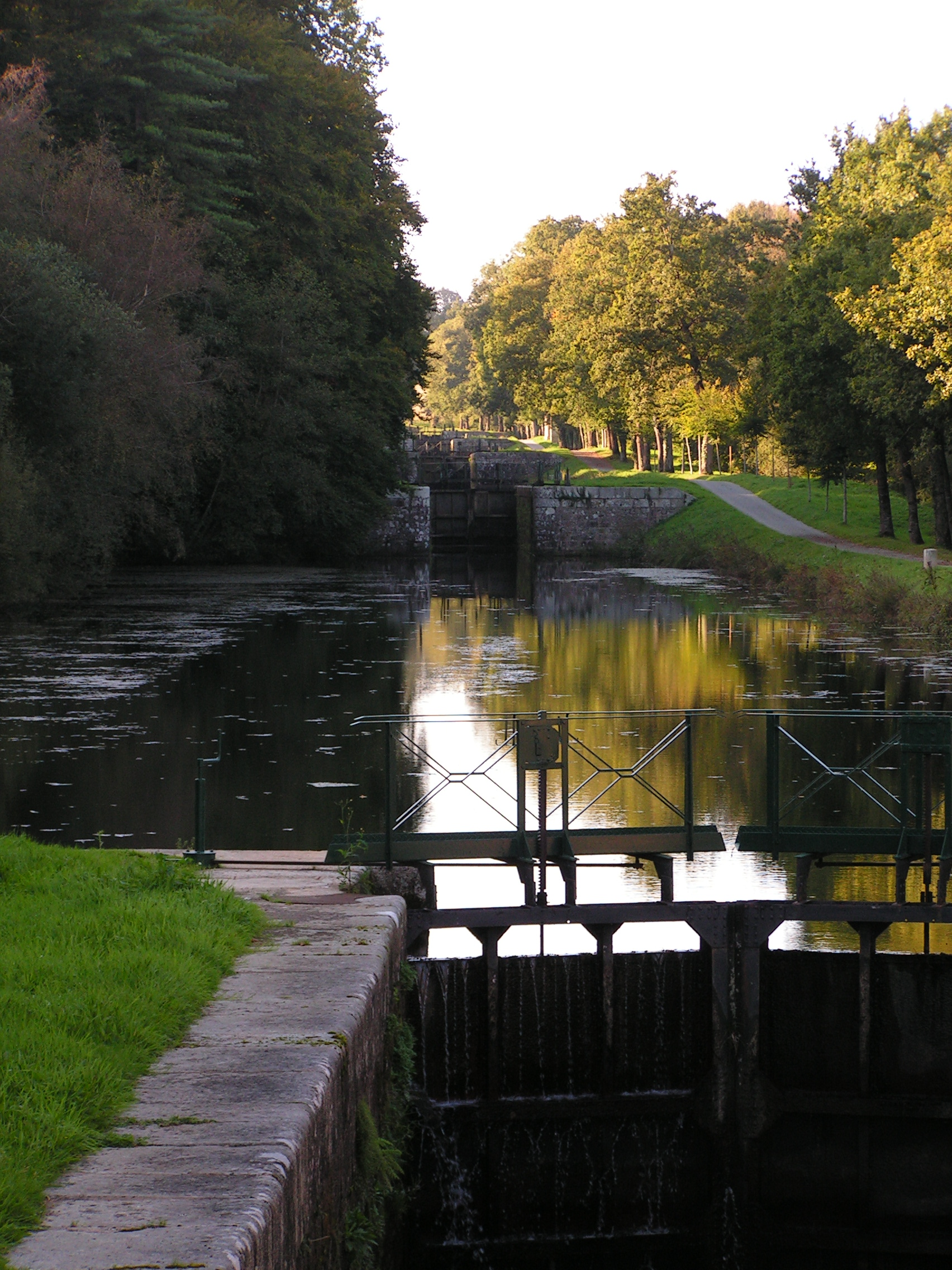
Esclusa de un canal ubicado en Francia; se considera que este tipo de estructuras se inventaron en China durante la dinastía Song.

La dinastía Song (960–1279 d. C.) aportó significativos avances tecnológicos en la historia de China, muchos de los cuales fueron fruto del trabajo de funcionarios estatales talentosos, reclutados por el gobierno a través de los llamados exámenes imperiales. 
La capacidad inventiva en materia de ingeniería mecánica avanzada en China contaba ya con una larga tradición histórica; el ingeniero Su Song escribió que su trabajo y el de sus contemporáneos se apoyaba en los logros de inventores anteriores, como los del astrónomo e inventor Zhang Heng (78–139), considerado como uno de los pioneros en el uso de herramientas mecánicas. El empleo de tipos móviles en la impresión fue una evolución del sistema de impresión xilográfica ya ampliamente extendido en la educación y entretenimiento de las masas y de los estudiantes confucionistas. De forma semejante, el aprovechamiento de la pólvora para el desarrollo de nuevas armas de fuego, como cañones, permitió a la dinastía Song repeler a sus enemigos militarizados —las dinastías Liao y Jin, así como el Imperio de Xi Xia— hasta colapsar frente a la invasión del ejército mongol de Kublai Kan en el siglo XIII.
Durante este período se llevaron a cabo notables avances en áreas como la ingeniería civil, la navegación y la metalurgia, además de introducirse en la región los molinos de viento y el papel moneda. Estos acontecimientos, sumados a los avances científicos del período, propiciaron una revolución económica y contribuyeron a sustentar la expansión comercial que experimentó China en esa época.

## Polímatas e ingeniería mecánica

### Polímatas

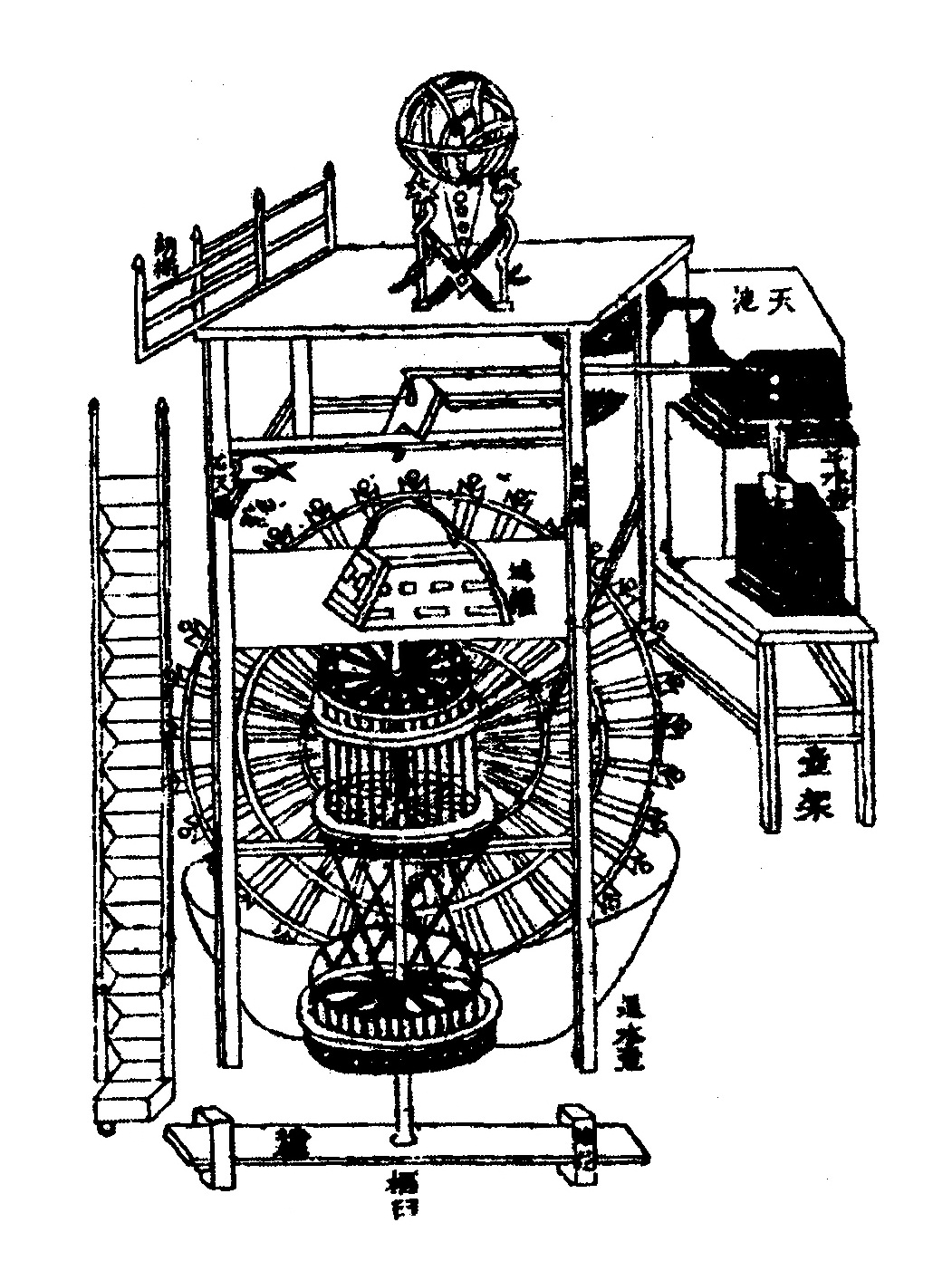
El diagrama original del libro de Su Song, elaborado en 1092, donde se aprecia el mecanismo interno de su torre del reloj, junto con el tanque de clepsidra, un molino hidráulico con cangilones y un escape, la cadena de transmisión, una esfera armilar en lo más alto y la rueda que activaba un mecanismo de timbres, gongs y tambores cada hora transcurrida.

El desarrollo tecnológico y científico durante la dinastía Song estuvo marcado por la contribución de personalidades polímatas, como Shen Kuo (1031–1095) y Su Song (1020–1101), que son reconocidas como impulsores de los primeros conocimientos empíricos y avances tecnológicos en esta era. 
Shen es famoso por descubrir el concepto de norte verdadero y la declinación magnética hacia el Polo Norte al realizar cálculos más precisos del meridiano astronómico, y arreglar los cálculos de la posición de la estrella polar, que cambiaba durante los siglos. Esto permitió a los marineros navegar los mares con una mayor precisión, usando la brújula magnética de agujas, descrita de igual forma en primera instancia por Shen. Asimismo, este polímata logró notoriedad por su descripción escrita de Bì Shēng, el inventor de los tipos móviles de imprenta. Interesado en la geología, Shen formuló una teoría de geomorfología y cambio climático a través del tiempo después de hacer observaciones sobre fenómenos naturales inusuales. A partir de los conocimientos contemporáneos sobre eclipses solares y lunares, teorizó que el Sol y la Luna tenían forma esférica, no plana, expandiendo así los razonamientos de astrónomos chinos anteriores. Junto con su compañero Wei Pu, en el Consejo de Astronomía, Shen utilizó hipótesis cosmológicas para describir las variaciones de las órbitas planetarias, incluyendo la retrogradación. Uno de sus más grandes logros en este rubro, con la ayuda de Wei Pu, fue la corrección del error en el cálculo de la órbita lunar, gracias al registro y trazado diligente de la trayectoria orbital de este cuerpo celeste durante cinco años, con una frecuencia de tres veces por noche.
Desafortunadamente, Shen tenía muchos rivales políticos en la corte decididos a sabotear sus trabajos. Aunque la corte aceptó todas sus correcciones del error lunar y solar, solo adoptó de forma parcial las rectificaciones de las trayectorias orbitales de los planetas y sus diferentes velocidades. Uno de sus rivales políticos en la corte fue Su Song, quien había redactado un famoso tratado farmacéutico en 1070, conocido como Bencao Tujing, que incluía diversas notas de botánica, zoología, metalurgia y mineralogía. Igualmente, describía diversas aplicaciones medicinales, incluyendo el uso de la efedrina como droga farmacéutica. A Su Song también se le atribuye la elaboración de un atlas celestial que reunía cinco mapas estelares, mientras que su extenso e ilustrativo trabajo en cartografía contribuyó a la resolución de una acalorada disputa entre la dinastía Song y su vecino Kitán, de la dinastía Liao. No obstante, su trabajo más notable fue la construcción de un reloj astronómico hidráulico, con una esfera armilar en su superficie, que había sido erigido en la capital de Kaifeng en el año 1088. Para la torre de ese reloj, empleó un mecanismo de escape que solo dos siglos más tarde sería aplicado a los relojes de todo el continente europeo. Además, el reloj se destacó por ser la primera edificación en todo el mundo en utilizar una transmisión por cadena de circuito continuo, tal y como se describe en el tratado horológico de Su Song, redactado en 1092.

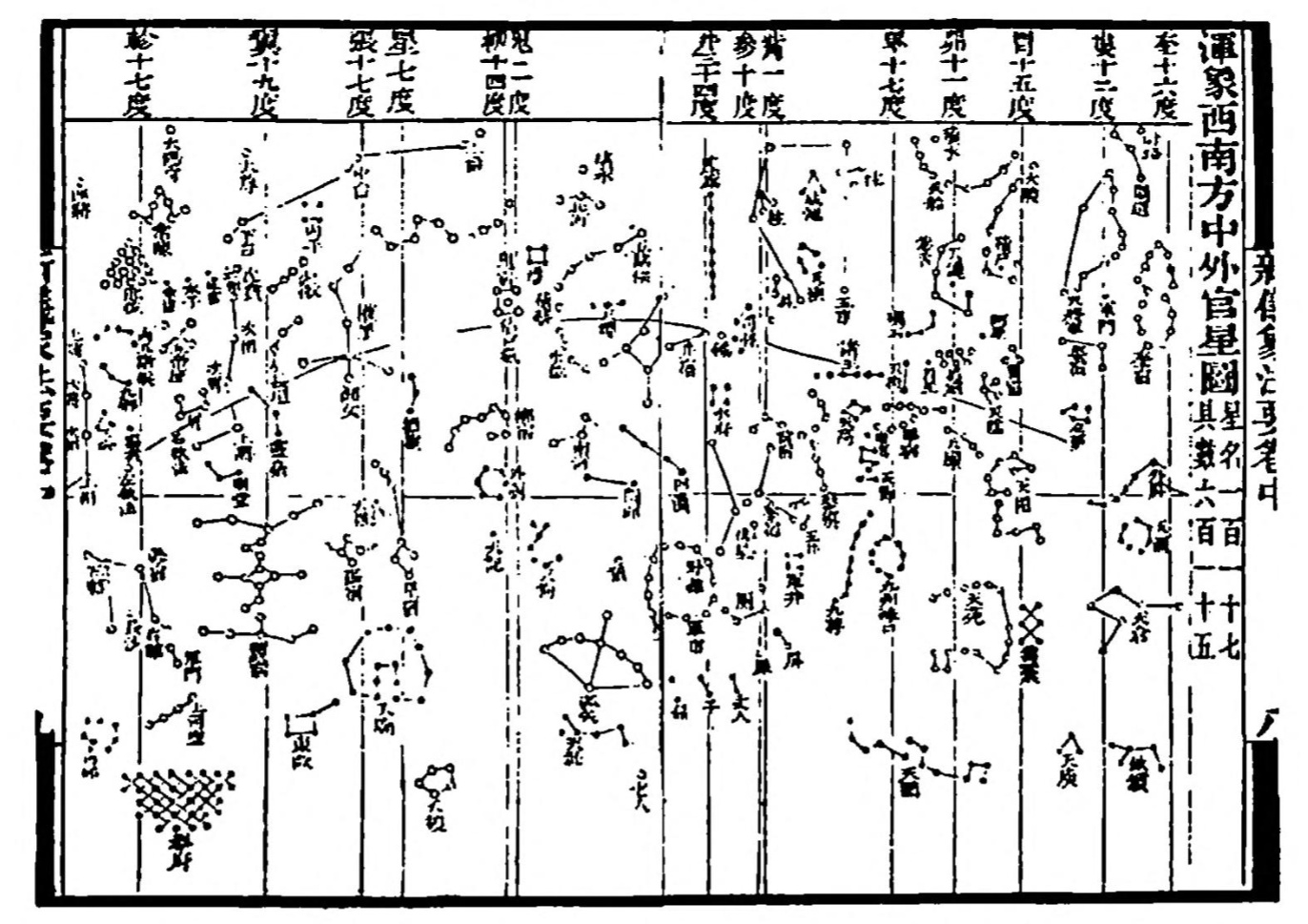
Uno de los cinco mapas estelares publicados en el tratado horológico de Su Song, mostrando la corrección de la ubicación de la estrella polar según Shen Kuo, como también una proyección cilíndrica similar a la proyección de Mercator.

En conclusión, ambos casos demuestran el afán de los Song por incorporar funcionarios altamente capacitados e instruidos en diferentes ciencias, a fin de obtener beneficios para la administración, la guerra, la economía y la población. 
De esta forma, intelectuales como el versátil Shen Kuo se adentraron en ramas del conocimiento tan diversas como las matemáticas, la geografía, la geología, la economía, la ingeniería, la medicina, la crítica de arte, la arqueología, la estrategia militar y la diplomacia, entre otras. En una misión de la corte para inspeccionar una región fronteriza, Shen Kuo elaboró un mapa con relieve en madera y aserrín mojado con el cual buscó mostrar las montañas, caminos, ríos y pasajes a otros oficiales. También llegó a calcular el número total de posibles situaciones en un juego de mesa y, en otra ocasión, la mayor extensión posible para una campaña militar en virtud de la cantidad total de personas que transportarían su comida y la de otros militares. Célebre por mejorar el diseño del reloj de agua con el propósito de lograr una interpolación más eficiente, así como por el diseño de la esfera armilar, el gnomon y el tubo de observación astronómica, al cual incrementó el ancho para mejorar la observación de la estrella polar y de otros cuerpos celestes, Shen Kuo experimentó adicionalmente con la cámara oscura, solo unas décadas después de que Ibn al-Haytham (965–1039) lo hiciera por primera vez.

### El odómetro y el carro que apunta hacia el Sur
Además de Shen Kuo y Su Song, muchas otras figuras contribuyeron al desarrollo tecnológico de este período. Aunque el odómetro (instrumento que se usa para medir la distancia recorrida por un vehículo y que acoplaban a la tracción de un carro) ya era conocido en China desde la época de la dinastía Han, el Song Shi (una compilación de documentos oficiales publicada en el año 1345) proporciona una descripción de dicho dispositivo mucho más detallada y profunda que otras fuentes chinas más antiguas. El citado documento afirma:

El odómetro. [El carro de medición de distancias] está pintado de rojo, con imágenes de flores y pájaros en los cuatro lados, construido en dos pisos y adornado magníficamente con tallados. Al completarse cada li, la figura de un hombre de madera en el piso inferior golpea un tambor; cada vez que se completan diez li, la figura de madera del piso superior le pega a una campana. La lanza del carro termina con la cabeza de un ave fénix, mientras que el transporte es jalado por cuatro caballos. La escolta original estaba conformada por dieciocho hombres, pero en el cuarto año de reinado Yongxi (987) el emperador Taizong aumentó la cifra a treinta. Para el quinto año del período del reinado Tian-Sheng (1027), el chambelán jefe Lu Daolong presentó especificaciones para la construcción de nuevos odómetros como sigue: [...]

Lo que sigue es una larga disertación realizada por el chambelán Lu Daolong acerca de las mediciones de distancia y el tamaño de las ruedas y engranajes. No obstante, el párrafo final proporciona una descripción sobre el modo de funcionamiento del dispositivo:

Cuando la rueda horizontal del centro haya completado una revolución, el carro habrá recorrido un li y la figura de madera del piso inferior tocará el tambor. Cuando la rueda horizontal superior ha dado una vuelta completa sobre su eje, el vehículo se habrá movido diez li y la figura del piso superior golpeará la campana. El número de ruedas utilizadas, tanto grandes como pequeñas, es de 8 pulgadas (203,2 mm) en total, sumando 285 dientes. De esta forma, el movimiento se transmite de manera similar al desplazamiento de los eslabones de una cadena; los «dientes de perro» se engranan unos con otros, de tal modo que, en la revolución oportuna, todo vuelve a su punto de partida original.

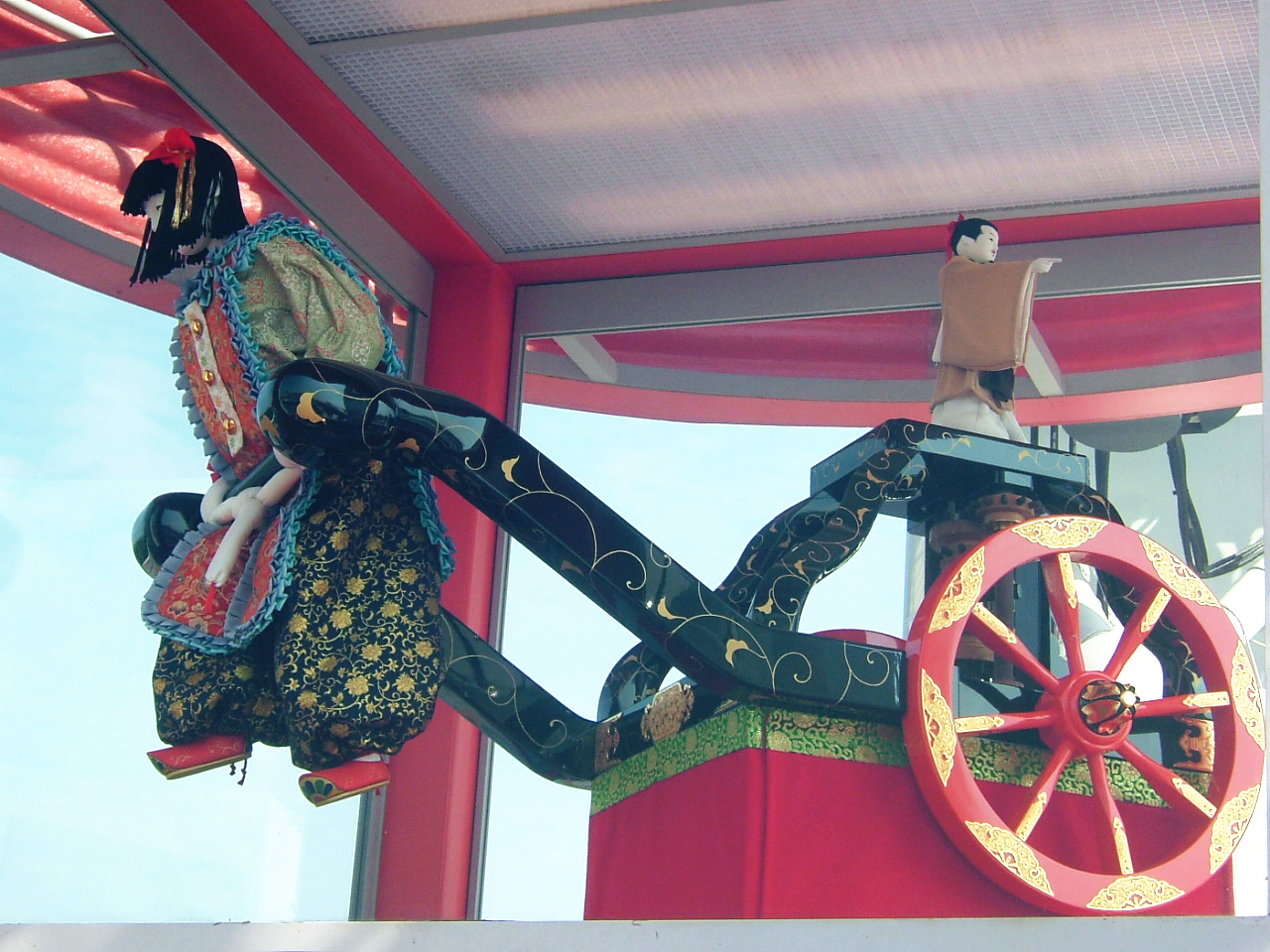
Reconstrucción moderna del carro que apunta hacia el Sur. Exposición de antigüedades en Japón, 2005.
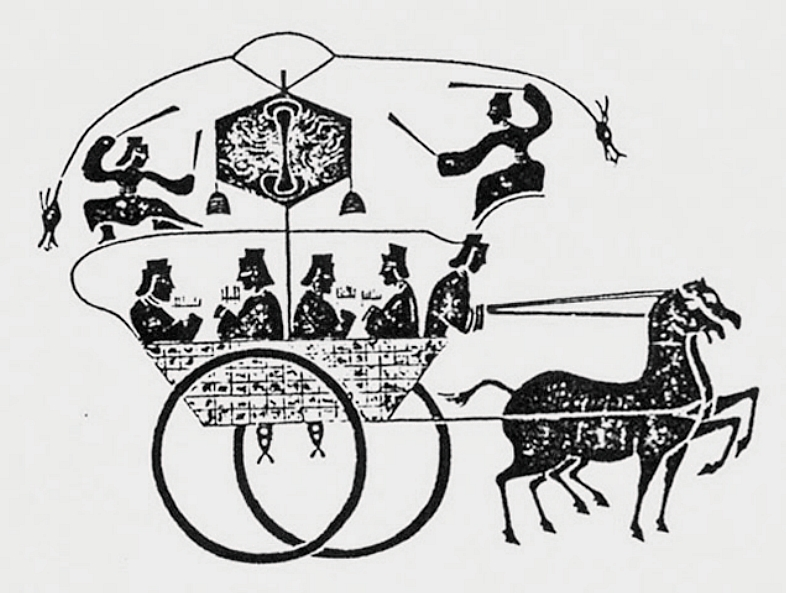
Ejemplo de un odómetro en un carro. Éste es uno de los más antiguos de China y corresponde al período durante el reinado de la dinastía Han.

Además, en el período Song (y en una ocasión durante el anterior período Tang) el dispositivo del odómetro se combinó con el dispositivo del carro que apunta al Sur, inventado por el antiguo ingeniero mecánico chino Ma Jun (200–265). Este aparato consistía en un vehículo con ruedas que hacía uso de un complejo sistema de engranajes diferenciales, utilizados en los automóviles actuales para aplicar cantidades iguales de torsión a las ruedas mientras estas giran a velocidades distintas cuando el vehículo gira. Los engranajes diferenciales se incorporaron con el fin de mantener una figura de accionamiento mecánico apuntando hacia una posición fija en el Sur. Así, el dispositivo utilizaba mecánica avanzada en lugar del magnetismo de una brújula, con vistas a navegar y orientarse. A su vez, Yan Su (961–1040), director de división en el Ministerio de Obras, recreó un dispositivo del carro que apunta hacia el Sur en 1027, y sus especificaciones acerca de la creación del dispositivo se recogen en el tratado Song Shi. Esto no resulta sorprendente, puesto que Yan era de alguna forma un polímata, al igual que Shen Kuo y Su Song. Yan mejoró el reloj de agua, escribió sobre la teoría matemática de la armonía, teorizó sobre las mareas, etc. Sin embargo, el texto del Song Shi registra que fue el ingeniero Wu Deren quien combinó por primera vez el carro que apunta al Sur con el odómetro, en el año 1107:

En el primer año del reinado Da-Guan (1107), el chambelán Wu Deren presentó una serie de especificaciones para el carro que apunta hacia el Sur y para el carro con tambores que registra los li recorridos (odómetro). Los dos vehículos fueron fabricados y usados por primera vez en la gran ceremonia de sacrificio ancestral de ese mismo año.

El texto pasa a continuación a describir con todo detalle el intrincado diseño mecánico de los dos dispositivos combinados en uno solo.

### Estanterías giratorias

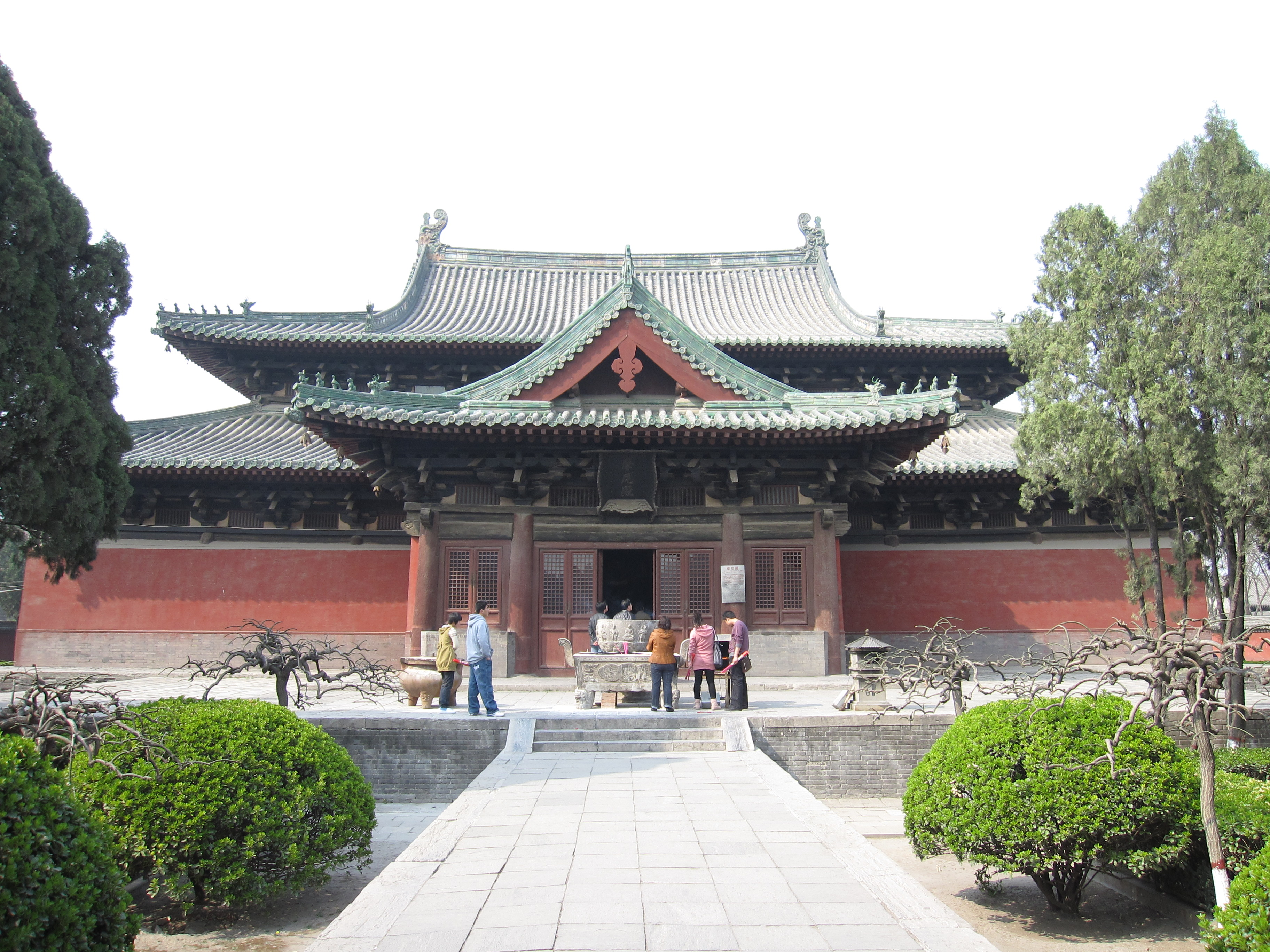
El Monasterio de Longxing, hogar de la más antigua estantería giratoria mecánica conservada.

Aparte de las contribuciones a la relojería y las mejoras hechas a las esferas armilares hidráulicas, los odómetros y los vehículos mecánicos con brújulas, se inventaron otros dispositivos destacables durante este período. Aunque las referencias literarias sobre estanterías y bibliotecas giratorias mecánicas existentes en templos budistas se remontan al año 823 (durante la dinastía Tang), estas alcanzaron notoriedad durante la dinastía Song. Es más, la biblioteca giratoria más antigua que se conserva data del período Song (siglo XII) y se encuentra en el Monasterio de Longxing, situado en la provincia de Hebei. Se sabe que existieron hasta nueve estanterías giratorias en la dinastía Song; una de ellas se halla ilustrada en el libro Yingzao Fashi (Tratado sobre métodos arquitectónicos), de Li Jie, publicado en 1103. La estantería giratoria del año 1119, ubicada en el templo Kaifu, cerca de Changsha, tenía cinco ruedas que giraban simultáneamente, mientras que la del templo Nanchan, de Suzhou, presentaba un sistema de frenos con un mecanismo que resulta aún controvertido (los sinólogos contemporáneos todavía no están completamente seguros de cuál era su funcionamiento exacto, dado que los primeros frenos de cintas o bandas curvas aparecieron en Europa durante la época de Leonardo Da Vinci). Tiempo después, en 1420, el viajero musulmán Shah Rukh (hijo del caudillo turco-mongol Tamorlán) llegó a la China gobernada por el emperador Yongle de la dinastía Ming y describió una estantería giratoria ubicada en la provincia Gansu, a la cual denominó «quiosco»:

En otro templo hay un quiosco octogonal, que tiene, desde su punto más alto hasta abajo, un total de quince pisos. Cada uno de estos contiene apartamentos decorados con laca al estilo catay, con antesalas y verandas [...] Está hecho completamente de madera pulida y se ha dorado de una manera tan admirable que pareciera que estuviera construido de oro sólido. Debajo del quiosco hay una bóveda. Un eje de hierro fijado en el centro del quiosco lo atraviesa de abajo arriba, y su parte inferior trabaja encajada en una placa de hierro, mientras que la parte de arriba se sostiene en fuertes puntos de apoyo en el techo del edificio que contiene este pabellón. De esta forma, una persona que se encuentre en la bóveda puede hacer que este gran quiosco gire con un esfuerzo insignificante. ¡Todos los carpinteros, herreros y pintores del mundo aprenderían más sobre sus oficios visitando este lugar!

Posteriormente, en 1588, un artilugio similar a las estanterías giratorias, la rueda de libros, fue inventado en Italia por Agostino Ramelli (1531-1600).

### Maquinaria textil

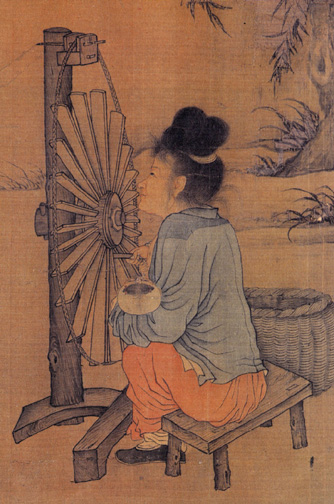
Detalle de La rueca, por Wang Juzheng, durante la era Song del norte (960–1127).

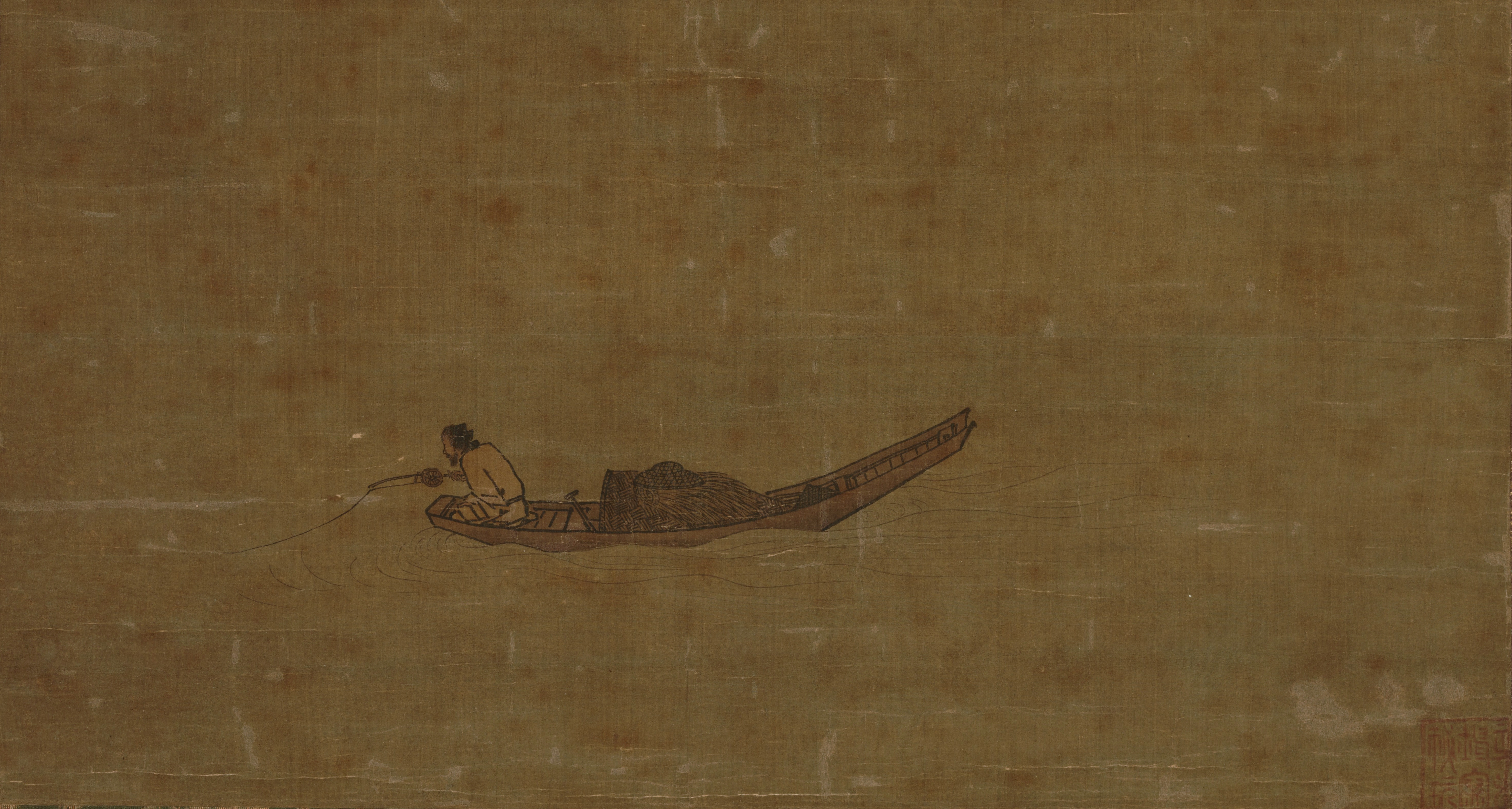
Pescador en un lago invernal. Pintura hecha en 1195 por Ma Yuan, donde destaca la aparición de un viejo carrete de pesca.

El historiador británico de la ciencia y tecnología de China Joseph Needham (1900–1995) escribió que en el campo de la industria textil los chinos inventaron la rueda de encanillar en el siglo XII, y señaló también que la correa de transmisión mecánica ya era conocida desde el siglo XI. El libro Can Shu («Libro de Sericultura», 1090) de Quin Guan describe una máquina devanadora de seda que incorporaba un «proto-volante» (proto-flyer) oscilante y en la que el mecanismo de la rueda principal a la que se ligaba la seda era maniobrado por el movimiento de un pedal. En dicho dispositivo, el eje giratorio del volante, o flyer, se activaba simultáneamente por medio de una correa de transmisión secundaria. La máquina sería retratada en una ilustración del libro Geng Zhi Tu, de 1237, apareciendo de nuevo en una imagen más elaborada de un libro publicado a principios del siglo XVII. El libro de Qin Guan de 1090 aseguraba que:

La polea (con la agarradera excéntrica) tiene una ranura para la correa, una banda interminable que responde al movimiento de la máquina mediante la rotación continua de la polea.

Sin embargo, en un texto de 1986, Robert Temple refirió que el primero en mencionar la transmisión por correa fue Yang Xiong (53–18 a. C.) en su Diccionario de expresiones locales, escrito en el 15 a. C. Sobre esto, Temple escribió: «Se desarrolló para ser usado en máquinas relacionadas con la manufactura de la seda, especialmente una que se llamaba máquina de encanillar o devanar, la cual envolvía las largas fibras de seda en bobinas para las lanzaderas del tejedor». Asimismo, Temple añadió que la máquina de devanar ya mencionada había aparecido de nueva cuenta en el libro Ampliación del expositor literario, redactado entre el 230 y 232 d. C. Se considera que un cordón o soga interminables pudieron haber sido usados en el dispositivo de las ruedas hidráulicas de Du Shi, sirviendo así de fuente energética para los fuelles de los altos hornos en el siglo I. Para más información sobre esto último, véase la sección de «energía eólica».

## Impresión con tipos móviles

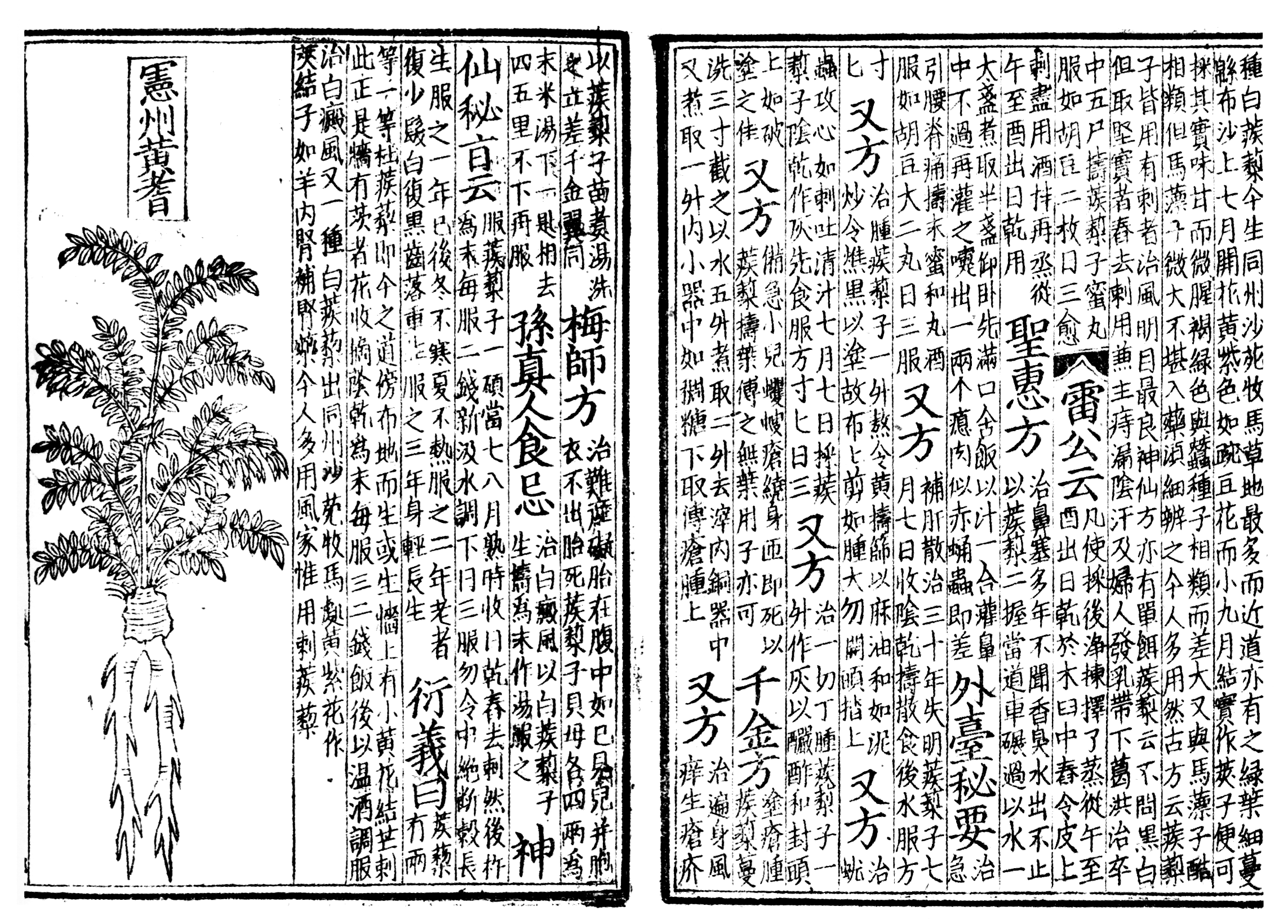
El Bencao fue un texto de medicina china tradicional que se imprimió por medio de sellos de madera.

La tecnología de impresión con tipos móviles fue inventada en el siglo XI por Bì Shēng (990–1051), cuyo trabajo fue registrado por Shen Kuo en el ensayo Men Xi Bi Tan (夢溪筆談／梦溪笔谈, traducible como «Discusiones de pincel desde un arroyuelo onírico»). Los tipos móviles, junto a la impresión por medio de sellos de madera, incrementaron considerablemente los niveles de alfabetización, gracias a la producción masiva de materiales impresos. Lo anterior significó que a partir de ese momento los padres podían alentar a sus hijos para que aprendieran a leer y escribir, animándolos a pasar las pruebas de selección imperial e integrarse en la creciente burocracia instruida china. La impresión mediante este procedimiento alcanzaría un desarrollo ulterior en Corea, durante el reinado de la dinastía Chosŏn, cuando los caracteres de arcilla cocida creados por Bì Shēng fueron desplazados por los de metal en 1234. Más tarde, los tipos móviles de Shēng serían perfeccionados por el oficial Wang Zhen (1290-1333), quien inventó un tipo móvil de madera hacia 1298, y por el erudito Hua Sui (1439-1513), que inventó el tipo móvil de bronce en China en 1490, si bien para ese entonces los coreanos ya tenían tipos móviles de metal, mientras que Wang Zhen había experimentado con las primeras piezas de estaño. Aunque estas técnicas de impresión prevalecerían durante siglos como la principal forma de impresión en China, la imprenta europea (que empleaba la prensa de tornillo helenística) sería finalmente adoptada por los países del este asiático.
En relación con la imprenta, la producción masiva de papel para escribir ya estaba bien establecida en territorio chino. El proceso para la creación del papel se había perfeccionado y estandarizado gracias a la labor de un eunuco de la corte, Cai Lun (50–121), en 105, durante la dinastía Han, por lo que su uso se habría extendido en torno al siglo III. La dinastía Song fue el primer gobierno del mundo que emitió dinero en forma de papel moneda: el billete de banco (Jiaozi, 交子, y Huizi, 惠子). El papel higiénico se usaba en toda China desde el siglo VI, mientras que las bolsas de papel para conservar el aroma de las hojas de té se introdujeron hacia el siglo VII. Asimismo, en la época de la dinastía Song, la corte recompensaba a los oficiales gubernamentales que habían prestado un servicio notable con regalos consistentes en papel moneda envuelto en un sobre de papel. Durante esta misma época, las industrias independientes, así como las patrocinadas por el gobierno, se desarrollaron para responder a las necesidades de una población en crecimiento que ya superaba los cien millones de habitantes. Por ejemplo, para la impresión de papel moneda, la corte de los Song estableció varias cecas gubernamentales y fábricas en las ciudades de Huizhou, Chengdu, Hangzhou y Anqi. La cantidad de personal empleado en esas fábricas de papel moneda era considerable, pues en 1175 se constató que la sola fábrica de Hangzhou empleaba a más de un millar de trabajadores al día.

## Armamento de pólvora

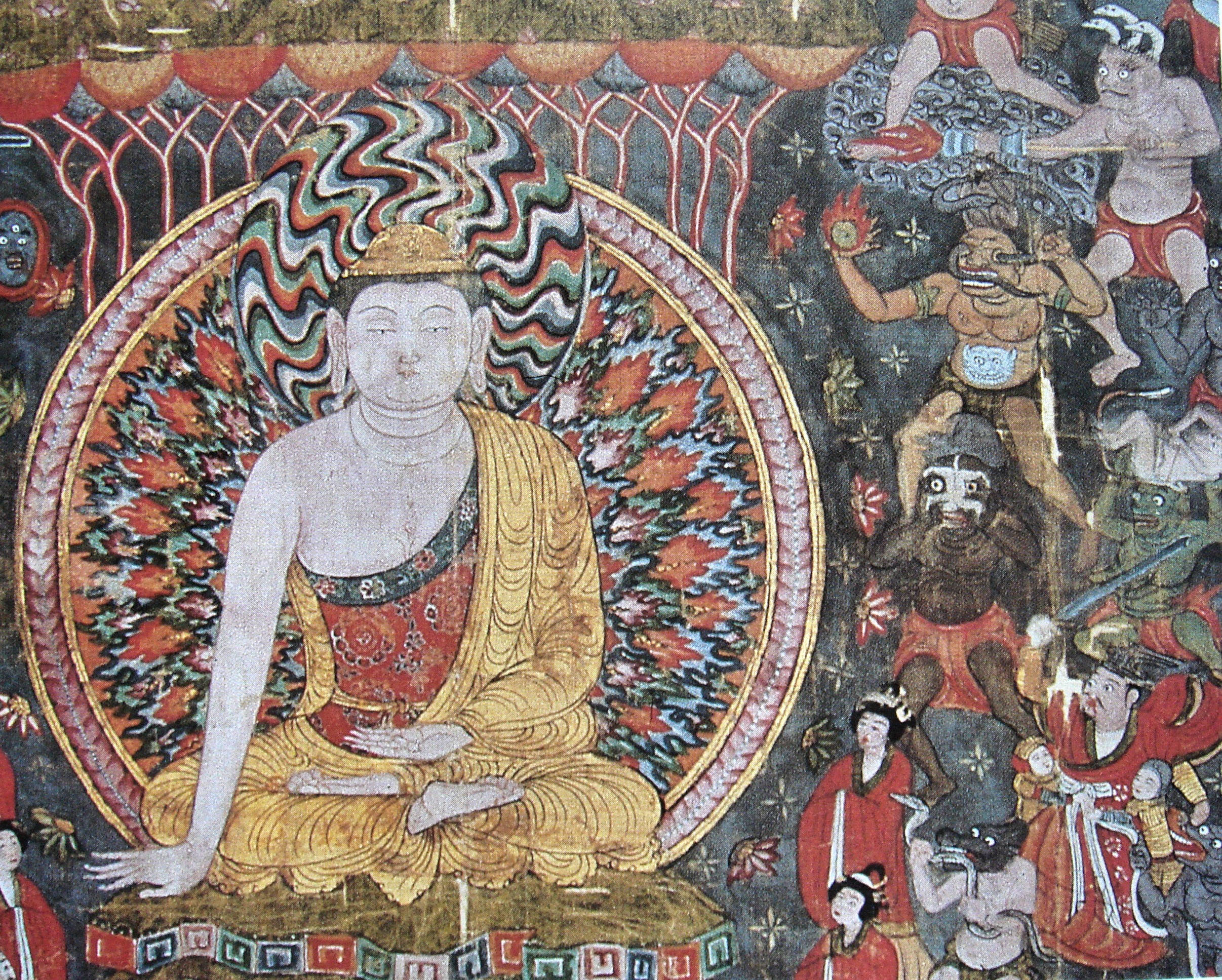
La primera representación conocida de un arma de fuego (una «lanza de fuego») y una granada (esquina superior derecha), en las cuevas de Dunhuang, c. 950 d. C.

Las mejoras en la tecnología militar ayudaron a la dinastía Song a defenderse de sus vecinos hostiles del norte. El lanzallamas tuvo sus orígenes hacia el siglo VII en la Grecia bizantina, y su función era arrojar fuego griego (un fluido a base de petróleo con fórmula química compleja y altamente inflamable) mediante una manguera de sifón. La primera referencia al fuego griego en China data de 917 y se encuentra en el escrito Shiguo Chunqiu de Wu Renchen. En 919, la bomba de expulsión con sifón se utilizó para esparcir un «aceite de fuego feroz», que no podía apagarse con agua, según relató Lin Yu en su Wuyue Beishi, primera referencia china fiable donde se menciona el lanzallamas que empleaba la solución química del fuego griego (el Pen Huo Qi, 噴火器). El mismo autor mencionaba también que el «aceite de fuego feroz» provenía, en última instancia, de los contactos marítimos de China en los «mares del sur», Arabia (Dashiguo). En la batalla de Langshan Jiang, en 932, la flota naval del rey Wenmu de Wuyue derrotó a la armada de Wu; la victoria de Wuyue se debió, en gran parte, al uso del aceite inflamable (huo you) para quemar la flota, suceso que representa el primer uso chino de la pólvora con fines bélicos. Además, los chinos pusieron en práctica el uso de fuelles de doble pistón para bombear petróleo de un único cilindro (con movimientos hacia arriba y hacia abajo), que luego era prendido en el extremo por una mecha de pólvora de combustión lenta, con vistas a mantener un flujo continuo de llama. Este dispositivo apareció en una descripción acompañada de ilustraciones del compendio militar Wujing Zongyao, en 1044. Durante la supresión de la dinastía Tang en el reino Nantang o reino Tang del Sur (976), las primerizas fuerzas navales de la dinastía Song se enfrentaron a las fuerzas enemigas en el río Yangtsé. El conjunto Tang intentó utilizar los lanzallamas contra la marina Song, pero accidentalmente terminó consumiéndose por su propio fuego cuando violentas ráfagas de viento soplaron en su dirección.

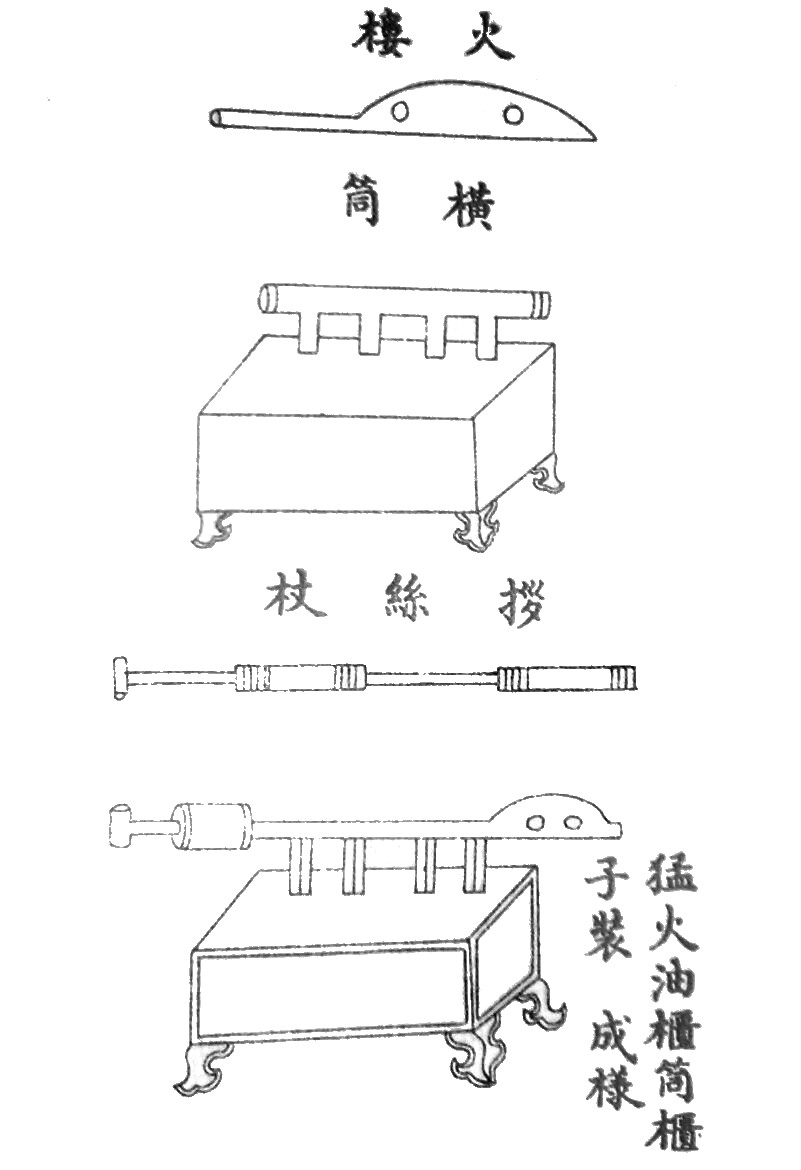
Representación de un lanzallamas chino en el manuscrito Wujing Zongyao de 1044, durante la dinastía Song.

Aunque los efectos destructivos de la pólvora ya los había descrito un alquimista taoísta de la dinastía Tang, las primeras fórmulas químicas escritas de este compuesto provienen del texto Wujing Zongyao de 1044, donde se describen bombas explosivas arrojadas por catapultas. Los primeros desarrollos de armas de fuego ligeras y cañones con proyectiles de fuego más antiguos tuvieron lugar en la China Song tardía. La primera representación artística china de una «lanza de fuego» (combinación de un lanzallamas con un fusil) se halla en un mural budista de Dunhuang, que data de 950 aproximadamente. El uso de estas «lanzas de fuego» se había extendido a comienzos del siglo XII, y consistían en palos de bambú ahuecados que se utilizaban a manera de tubos para disparar partículas de arena con las que cegaban o asfixiaban al oponente, perdigones de plomo, trozos de metal afilados y fragmentos de cerámica, así como grandes flechas impulsadas con pólvora y artillería de cohetes. Finalmente, se reemplazó al poco duradero bambú por tubos huecos de hierro fundido, cambiando también con ello su denominación, de «lanza de fuego» (huo qiang) a «tubo de fuego» (huo tong). Este ancestro de las armas de fuego se complementó con el antecesor del cañón, al cual los chinos se referían desde el siglo XIII como la «recámara lanzadora de múltiples balas» (bai zu lian zhu pao), un tubo de bronce o hierro fundido que se llenaba con unas cien bolas de plomo.
La representación antigua más conocida de un cañón es una escultura radicada en una cueva de Sichuan, datada en 1128, que retrata a una persona que lleva una bombarda en forma de vasija con llamas y una bala de cañón. Sin embargo, el descubrimiento arqueológico más antiguo de una pistola con cañón metálico se halla en una excavación china en Heilongjiang, y que data de 1288. Los chinos descubrieron igualmente el potencial explosivo de llenar con pólvora balas de cañón ahuecadas. Más tarde, en el escrito de Jiao Yu Huolongjing (publicado a mediados del siglo XIV), se informa sobre un cañón de hierro fundido de la época Song conocido bajo la denominación de «lanzador atronador de nubes voladoras» (fei yun pi-li pao). El manuscrito aseguraba que:

Los recipientes están hechos de hierro fundido, tan grandes como un tazón y con forma de balón. En su interior contienen media libra de pólvora 'mágica'. Se envían por el aire contra el campamento enemigo desde un propulsor; y cuando llegan a su destino se oye un sonido similar al de un trueno, viéndose también destellos de luz. Si diez de estos depósitos son proyectados exitosamente contra el campamento enemigo, el lugar entero estará en llamas [...]

Como se señaló anteriormente, el cambio en la terminología usada para estas nuevas armas se dio gradualmente durante el período Song. Los primeros cañones de esta era se denominaron de la misma manera que el fundíbulo o trabuquete chino. Tiempo después, un erudito de la dinastía Ming, conocido como Mao Yuanyi, explicó este uso de la terminología y los verdaderos orígenes del cañón, en su texto Wubei Zhi, escrito en 1628, donde se lee:

La sociedad Song utilizó el fundíbulo de plato giratorio, el fundíbulo de un solo poste y el fundíbulo de tigre en cuclillas. Todos ellos fueron llamados 'trabuquetes de fuego' porque se usaban para disparar armas de fuego como las bolas (de fuego), el halcón (de fuego) y la lanza (de fuego). Estos fueron los ancestros del cañón.

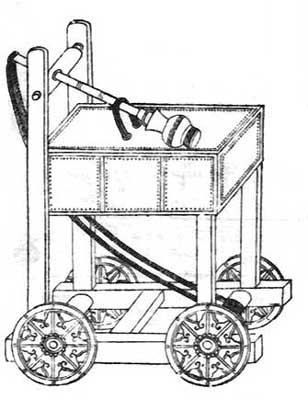
Ilustración de una catapulta de tipo trabuquete de la dinastía Ming, tal y como aparece en el texto Wujing Zongyao de 1044.

El tratado militar Huolongjing, del siglo XIV, es uno de los primeros textos chinos en describir detalladamente el uso de las minas terrestres, artefactos que habían sido utilizados en los últimos años de la dinastía Song para defenderse de los mongoles en 1277, así como más tarde se emplearon durante la dinastía Yuan. La innovación de las minas con detonador se atribuyó a un tal Luo Qianxia, en el curso de la campaña de defensa contra la invasión mongola de Kublai Kan. Textos posteriores han revelado que este tipo de explosivos funcionaban mediante un cabo de desgarre o bien consistían en trampas detonadoras en las que un percutor liberaba unos pesos que hacían rotar una llave de rueda de pedernal, hecha de acero, que producía chispas que prendían las mechas de las minas dispuestas en serie a modo de traca.
En adición a lo anterior, la dinastía Song empleó con fines bélicos, a finales del siglo XIII, los primeros cohetes de propulsión por pólvora conocidos en la historia, cuyos antecedentes tecnológicos directos eran las arcaicas flechas de fuego. Cuando la ciudad de Kaifeng, una de las principales capitales de la China Song, sucumbió ante la invasión del pueblo yurchen en 1126, Xia Shaozeng documentó que un total de 20 000 flechas de fuego se entregaron a los yurchen tras la conquista. Un texto todavía más antiguo, el ya citado Wujing Zongyao, describe el uso de una balista de triple arco que disparaba flechas que, a su vez, sostenían paquetes de pólvora cerca de la punta. Retrocediendo aún más en el tiempo, el Wu Li Xiao Shi de Fang Yizhi (1630; 2ª ed. 1664) menciona que se presentaron flechas de fuego al emperador Taizú, fundador de la dinastía Song, en el año 960.

## Ingeniería civil
En la antigua China, las esclusas de diversos tipos ya eran conocidas por lo menos desde el siglo I a. C. (pues las fuentes de esa época no aluden a ellas como innovaciones), siendo utilizadas durante la antigua dinastía Han (202 a. C. - 220 d. C). Sin embargo, en el año 984 se construyó la primera esclusa de dos compuertas, por obra del ingeniero Qiao Weiyo, comisionado adjunto de transporte para la ciudad de Huainan. En esa época los chinos tenían problemas con el tráfico de gabarras, o barcazas, en la sección de Shanyang Yundao del Gran Canal, pues los barcos generalmente quedaban destruidos al pasar por los varaderos dobles, permitiendo que su carga de granos, destinados a pagar los impuestos, fuesen robados por bandidos locales. El texto del tratado histórico Song Shi (compilado en 1345) menciona que en el año 934:

Qiao Weiyo también construyó cinco varaderos dobles (lit. embalses) entre Anbei y Huaishi (denominaciones de un par de muelles en el río Huai He). Cada uno de ellos tenía diez carriles por los cuales las barcazas podían subir y bajar. Sus cargas de granos para la paga de impuestos imperiales eran pesadas y al pasar por ahí las embarcaciones resultaban dañadas o destruidas, con la consiguiente pérdida de parte de su carga, a lo que se añadía el desfalco por parte de un grupo de trabajadores que se compinchaban con bandidos ocultos en las cercanías. Qiao Weiyo ordenó, por tanto, que se construyeran dos compuertas en la tercer represa cercana a la ciudad Huai'an. La distancia entre estas compuertas superaba los 50 passus (48.52 metros) y todo este espacio fue cubierto con un enorme techo, a modo de un cobertizo. Las puertas eran «colgantes»; [cuando estaban cerradas] el agua se acumulaba, como en la marea, hasta que se alcanzaba el nivel requerido, y luego, cuando llegaba el momento indicado, se liberaba el depósito. Weiyo también construyó un puente horizontal para fortalecer las construcciones. Una vez se hubo hecho esto en todas las esclusas de doble compuerta, se eliminó por completo el problema de corrupción, y el paso de las embarcaciones ya podía hacerse sin impedimento alguno.

Diagrama de la esclusa de un canal.

Esta práctica pasó a generalizarse y fue registrada incluso por el científico y polímata chino Shen Kuo en su mencionada obra Men Xi Bi Tan (1088), en la que explica que el establecimiento de compuertas de esclusas en Zhenzhou (se presume que podría haberse referido a Kuozhou, provincia radicada en un área limítrofe al Yangtze), durante el reinado de Tian Sheng (1023-1031) sustituyó a los 500 obreros que eran contratados anualmente para el mantenimiento del canal, con lo que la suma de lo ahorrado alcanzaba 1.250.000 en dinero en efectivo por año. Asimismo, Shen Kuo escribió que el viejo método de subir los barcos, tirando de ellos con cuerdas, limitaba el tamaño de cada carga de arroz a 300 tan (unas 21 toneladas), pero tras la introducción de las esclusas, se podían usar barcos con cargas de 400 tan (unas 28 toneladas y media). De acuerdo con su escrito, en esta época (hacia 1080) las naves gubernamentales podían soportar cargas de hasta 700 tan (casi cincuenta toneladas), mientras que los barcos privados tenían capacidad para acarrear hasta 800 bolsas, cada una de las cuales pesaba dos tan (es decir, un total de unas 115 toneladas). Shen Kuo también observó que el uso adecuado de las compuertas en los canales de riego era la mejor manera de tener éxito en el método de fertilización con limo. Sin embargo, las necesidades agrícolas y las necesidades del transporte podían llegar a presentar conflictos entre sí. Esto se ilustra mejor en el tratado Dongpo Zhilin, escrito por el oficial del gobierno y famoso poeta Su Shi (1037-1101), quien, unas dos décadas antes de Shen Kuo, escribió en el año 1060:

Hace varios años, el gobierno construyó compuertas de esclusas para el método de la fertilización con limo, aunque muchas personas habían mostrado su desacuerdo con el plan. A pesar de la oposición, éste se llevó adelante, pero tuvo muy poco éxito. Cuando las aguas torrenciales de Fan Shan eran abundantes, las compuertas se mantenían cerradas; esto causaba que se inundaran [y, por ende, dañaran] terrenos, prados y casas. Cuando las lluvias disminuían a mediados de otoño, abrían las compuertas, y así se regaban los campos con agua que llevaba limo. Pero el depósito no era tan espeso como aquello que los campesinos denominan «pastel de limo al vapor» [es decir, no estaban satisfechos]. Finalmente, el gobierno se cansó de las quejas y detuvo todo el proyecto. En relación con esto, recuerdo haber leído en el Jiayipan de Bai Juyi (el poeta) que él decía que se había desempeñado en alguna ocasión como encargado del tráfico de las embarcaciones. Debido a que el río de Kaifeng cada vez era menos profundo hasta el punto de dificultar el paso de las embarcaciones, Bai Juyi sugirió que se cerrasen las compuertas del río y el canal, pero el gobernador militar señaló que el río estaba limitado en cada uno de sus extremos por prados que producían granos destinados al ejército. De manera que, si se negaba la irrigación (de agua y limo) a estos campos a causa del cierre de las compuertas de las esclusas, se conduciría a importantes recortes en las provisiones de grano del ejército. Gracias a esto aprendí que en el período Tang había terrenos del gobierno y compuertas a ambos lados del río, y que el regadío se ponía en práctica [continuamente], incluso cuando el agua estaba alta. Si esto se podía hacer [con éxito] en aquellos tiempos, ¿por qué no puede hacerse ahora? Me gustaría consultar el asunto en profundidad con los expertos.

Aunque el dique seco se conocía en el Egipto helenístico, desde finales del siglo III a. C. (por un fenicio; pero no se utilizó de nuevo hasta el reinado de Enrique VII de Inglaterra, en 1495), el científico y funcionario Shen Kuo escribió acerca de su uso en China para reparar los barcos durante el siglo XI. En su obra Men Xi Bi Tan, detalló:

Al comienzo de la Dinastía (c. 965), las dos provincias Zhe [actuales Zhejiang y Jiangsu del sur] presentaron [al trono] dos barcos-dragón con más de 60 metros de longitud cada uno. En sus niveles superiores, destacaron las varias cubiertas con palacios y camarotes, los cuales a su vez tenían tronos y sofás que estaban listos para los recorridos imperiales de inspección. Después de varios años de uso, los cascos empezaban a deteriorarse y necesitar reparaciones, siendo imposible trabajar en éstos cuando estaban a flote. Por ello, durante el reinado Xining (1068 a 1077), el oficial de palacio Huang Huaixin sugirió un plan: comenzó a excavarse en la región norte del lago Jinming una gran cuenca que fuese capaz de contener a los barcos dragón. En ella se colocaron pesadas vigas en forma de cruz, sobre una base de pilares. Entonces [se abrió una brecha] de modo que la cuenca se llenó rápidamente de agua, tras lo cual se remolcaron las embarcaciones colocándolas encima de las vigas. [Con la brecha cerrada], el agua se extrajo bombeándola con norias, de modo que las naves quedaban casi totalmente al aire. Cuando terminaron las reparaciones, se volvió a introducir el agua y las naves estaban a flote una vez más (pudiendo abandonar el dique). Finalmente, se retiraron las vigas y los pilares y se cubrió toda la cuenca con un gran techo, creando así una suerte de hangar en el que los barcos podían protegerse de los elementos y evitar los daños ocasionados por la exposición excesiva.

## Náutica

### Antecedentes
Los chinos de la época Song eran experimentados marinos que viajaban por puertos de escala llegando a lugares tan lejanos como el Califato Fatimí en Egipto. Estaban muy bien equipados para sus viajes al extranjero, con grandes buques de navegación marítima dirigidos por timones ubicados en el codaste, y se guiaban por brújulas. Incluso antes de que Shen Kuo y Zhun Yu escribieran sobre los usos de la brújula magnética en la navegación, el antiguo tratado militar Wujing Zongyao (1044) ya describía una brújula que funcionaba por el efecto de termorremanencia; se trataba de una simple aguja de hierro o de acero que era calentada, enfriada y colocada en un tazón de agua, produciendo un efecto magnético débil. Su uso se describió, sin embargo, sólo para la navegación en tierra y no en el mar.

### Literatura

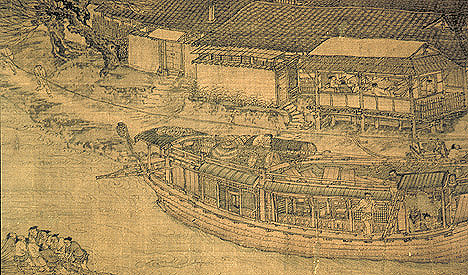
Detalle a primera vista de la capital Bianling durante el festival Qingming.

Existen varias descripciones en la literatura china de la época sobre las operaciones y el aspecto de los puertos, la marina mercante, el comercio internacional y  los propios buques. En 1117, el autor Zhu Yu no solo escribió sobre el uso de la brújula magnética en navegación, sino también sobre una cuerda de más de treinta metros de longitud con un gancho que se arrojaba desde la cubierta del barco para recoger muestras de barro del fondo del mar, para que la tripulación determinase su localización a través del olor y la apariencia del barro recogido. Además, Zhu Yu escribió sobre los compartimentos estancos radicados en los cascos de las naves para evitar el naufragio de la misma en caso de dañarse, como también sobre la disposición longitudinal del aparejo (es decir, la alineación de las velas de cuchillo siguiendo la línea de la quilla) en los lugres, las velas de trenzado compacto y la práctica de navegar a barlovento. En 1973 se hizo un descubrimiento que confirmaba lo que Zhu Yu había escrito acerca de los buques de la dinastía Song: se extrajo del mar una nave mercantil sumergida de grandes dimensiones, que medía 24 metros de eslora y 8,8 de manga, en una área cercana a la costa sureste de China; la nave databa de 1277 aproximadamente. En el casco había doce compartimentos estancos. La cultura marítima de esa época fue realzada por el uso de estas nuevas técnicas, así como por la posibilidad de un mayor tráfico de navegación por los ríos y canales. Por doquier se veían embarcaciones gubernamentales que transportaban el grano obtenido como impuestos, buques y barcazas privadas, una multitud de pescadores afanándose en pequeños botes pesqueros y los ricos disfrutando de las comodidades de sus lujosos yates privados.
Además de Zhu Yu, existieron otros autores destacados que documentaron la cultura marítima de la época Song. En 1178, el oficial de aduanas cantonés Zhou Qufei, que escribió sobre el tráfico árabe de esclavos africanos, que llegaba hasta Madagascar, dijo acerca de las embarcaciones marinas chinas, su tamaño, su resistencia y la vida de los tripulantes lo siguiente:

Los barcos que navegan en el mar del sur y aún más al sur son como casas. Cuando sus velas se extienden, parecen grandes nubes en el cielo. Sus timones miden varias decenas de pies. Una sola nave puede embarcar a varios cientos de hombres y transportar en sus bodegas grano suficiente como para un año entero. Dan de comer a los cerdos, fermentan el vino a bordo. No se cuentan los vivos y los muertos; cuando el barco comienza su viaje hacia el mar cerúleo no hay marcha atrás. En el día de descanso, cuando el gong suena a bordo del barco, los animales pueden tomar agua y la tripulación y los pasajeros olvidan todos los peligros. Para ellos todo está oculto y perdido en el espacio, las montañas, los paisajes y los territorios extranjeros. El capitán puede decir: «Para alcanzar tal país y tal otro, con viento favorable, en tantos días, deberíamos avistar tal y tal montaña, y [entonces] el barco deberá tomar tal rumbo y tal otro». Pero de repente el viento puede cesar, y puede no ser lo bastante fuerte para permitir que se atisbe la montaña en el día señalado; en tal caso, es posible que haya que cambiar el rumbo. Y el barco [por otra parte] puede ser llevado mucho más allá [del hito establecido] y perder la orientación y el rumbo. Un temporal puede alzarse, empujando el barco de aquí para allá; puede encallar en bancos de arena o ser empujado a colisionar con arrecifes ocultos, lo que puede romperlo hasta los tejados [de las casas que hay en la cubierta]. Una nave enorme con carga pesada no tiene por qué temer a los mares profundos, pero, en cambio, en las aguas poco profundas puede sufrir grandes daños.

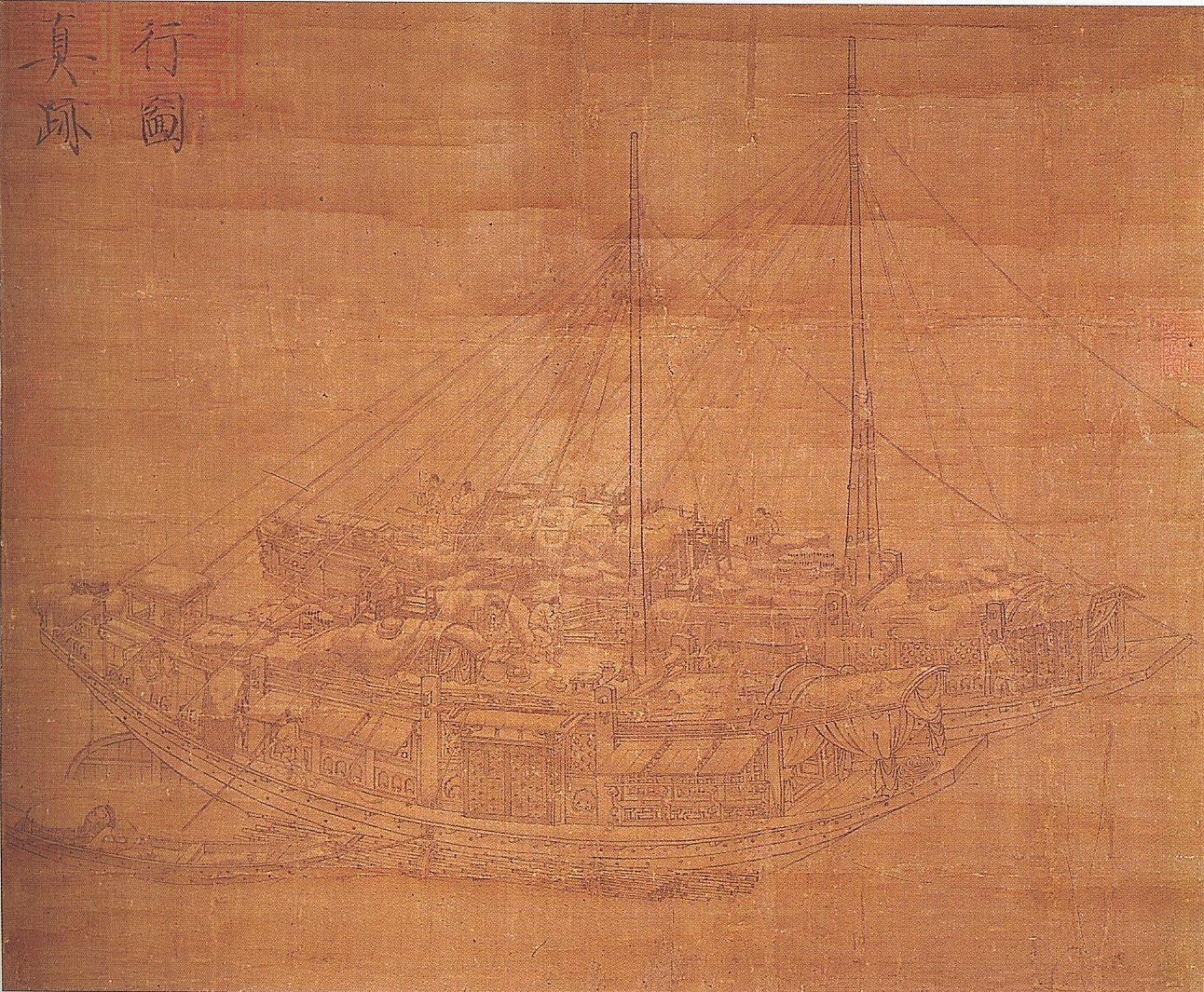
Pintura sobre seda del período Song donde se aprecia a dos juncos acompañados por un buque de menor tamaño.

Más tarde, el viajero musulmán marroquí bereber Ibn Batutta (1304–1377) escribió con mayor detalle que Zhou Qufei sobre los bajeles chinos, señalando que en los mares de China y en sus alrededores solamente se utilizaban los característicos juncos para navegar. También señaló que los buques chinos de mayor tamaño tenían en total doce mástiles, mientras que los pequeños contaban con tres. Sobre los buques chinos y sus tripulaciones, Battuta aseguró:

Las velas de esos bajeles estaban hechas con tiras de bambú, tejidas en forma de felpudos. Los marinos nunca las bajan [mientras navegan, sino que simplemente] cambian su dirección de acuerdo a si el viento sopla de un lado o del otro. Cuando echan el ancla, se deja que éstas se muevan libremente con el viento. En cada uno de los barcos trabajan 1000 hombres, 600 marinos y 400 infantes de marina, entre los cuales hay arqueros y ballesteros armados con escudos, así como hombres que arrojan [potes de] nafta. A cada nave grande la siguen otras tres: una 'nisfi', una 'thoulthi' y una 'roubi' [es decir, una pinaza, un pequeño bote con timón y una trainera, respectivamente]. Esos grandes barcos ya no se construyen en ningún lugar, excepto en la ciudad china de Zayton (Quanzhou) o en Sin-Kilan, que es lo mismo que decir Sin al-Sin (Cantón).

Battuta pasó entonces a describir los medios de su construcción, mencionando cuidadosamente los diferentes compartimentos que se instalaban en los cascos de los buques:

Esta es la manera de la que están hechos: se levantan dos muros [paralelos] de madera muy densa (tablazón) y en medio del espacio entre ellos se instalan tablones muy gruesos (los compartimentos), fijados longitudinal y transversalmente por medio de clavos largos, cada uno con una longitud de tres brazos. Cuando las paredes se han construido de este modo, se encaja sobre ellas la cubierta inferior, y se fleta el barco antes de que se hayan terminado los trabajos en el área superior. Las piezas de madera y esas partes del casco ubicadas cerca de la línea de flotación sirven a la tripulación para lavar y cumplir sus necesidades naturales. A los lados de dichas piezas de madera también se encuentran los remos, los cuales llegan a ser tan largos como los mástiles. Estos son maniobrados por 10 o 15 hombres (cada uno), parados todos ellos en fila.

Además de relatar el tamaño de la tripulación, Battuta describió el tamaño de los buques, así como de los lujosos camarotes mercantes:

Los buques tienen cuatro cubiertas, sobre las cuales hay camarotes y salones para los mercaderes. Varios de estos 'mysria' tienen armarios y otras comodidades, así como puertas que pueden ser aseguradas con llaves que les son entregadas a sus ocupantes. [Los comerciantes] se llevan a sus esposas y concubinas. Ocurre con frecuencia que un hombre puede estar en su propio camarote sin que los demás lleguen a notarlo, y no lo ven hasta que la nave ha llegado a algún puerto. Los marinos también tienen a sus hijos en esos camarotes; y [en algunas partes del barco] preparan hierbas, verduras y jengibre en tubos de madera. El comandante de una embarcación de este tipo es un notable Emir; cuando desembarca, marchan precediéndole arqueros y etíopes [es decir, esclavos de raza negra, si bien en China más probablemente serían malayos], portando jabalinas y espadas, tocando tambores y trompetas. Cuando el Emir llega a la casa donde se le ha invitado, aquellos fijan sus lanzas a cada lado de la puerta, montando guardia durante la visita.

### Buque de rueda de paletas

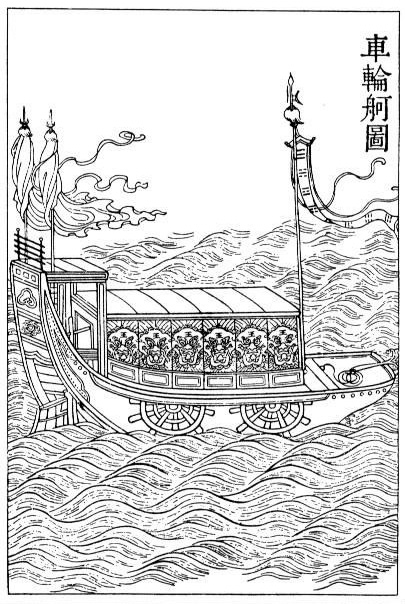
Un buque de rueda de paletas. Ilustración de 1726.

Durante la China Song hubo un gran interés en la construcción de eficientes buques automotores, que eran llamados buques de rueda de paletas. Hay indicios de la eventual existencia de esta clase de embarcación en China desde el siglo V, y con seguridad se conocían en la dinastía Tang en 784, con el exitoso diseño de Li Gao de un barco de guerra con rueda de paletas. En 1134, el Delegado de Transporte de Zhejiang, Wu Ge, hizo construir varios buques de guerra de este tipo, que tenían en total nueve ruedas, algunos incluso trece. Sin embargo, en la época Song había buques de ruedas de paletas tan grandes que tenían hasta una docena de ruedas en cada lado. En 1135, el célebre general Yue Fei (1103-1142) emboscó a un grupo de rebeldes liderados por Yang Yao al provocar que su buque de paletas quedara paralizado tras haber arrojado hierbas flotantes y troncos podridos en un lago, acción que le permitió abordar sus barcos y obtener una victoria estratégica. En 1161, la China de los Song utilizó este tipo de naves junto con bombas de pólvora en la batalla de Tangdao y en la batalla de Caishi, donde se enfrentaron a la dinastía Jurchen evitando que ésta invadiera la región sur de la China Song siguiendo la cuenca del Yangtsé. En 1183, el comandante naval de Nankín Chen Tang fue gratificado por haber construido noventa buques de rueda de paleta y otros barcos de guerra. Siete años antes, en 1176, el emperador Xiaozong (1162–1189) había expedido una orden imperial al oficial Nanjing Guo Gang (quien deseaba convertir los buques de paletas dañados en juncos y galeras) en la que le ordenaba no reducir el número de embarcaciones con ruedas de paletas en los astilleros de la marina, pues tenía una considerable afección por las veloces naves de asalto que habían triunfado en el enfrentamiento de Caishi. No obstante, los buques de ruedas de paletas hallaron otros usos aparte de los ataques efectivos en el ámbito bélico: Pu Shougeng, musulmán que desempeñó el cargo gubernamental de delegado de la marina mercante en Quanzhou durante el período 1250-1275, observó que este tipo de naves también fueron usadas por los chinos como remolcadores para el arrastre de otras embarcaciones.

## Siderurgia
El arte de la siderurgia durante la época Song se desarrolló sobre los cimientos que dejaron en esta rama del saber anteriores dinastías chinas, en tanto los nuevos métodos se iban incorporando. Los chinos de la antigua dinastía Han (202 a. C. –220 d. C.) descubrieron, hacia el siglo I a. C., cómo producir acero, mediante la fundición de hierro con una cantidad de carbono intermedia entre la presente en el hierro forjado y en el hierro fundido. Sin embargo, la era de los Song introdujo dos innovaciones relativas a la producción de acero durante el siglo XI. La primera consistió en el «método berganesco», que producía acero heterogéneo, de inferior calidad, mientras que la otra fue un precursor del proceso Bessemer, al utilizar descarbonización parcial a través de repetidos forjados sometidos a abruptos enfriamientos.

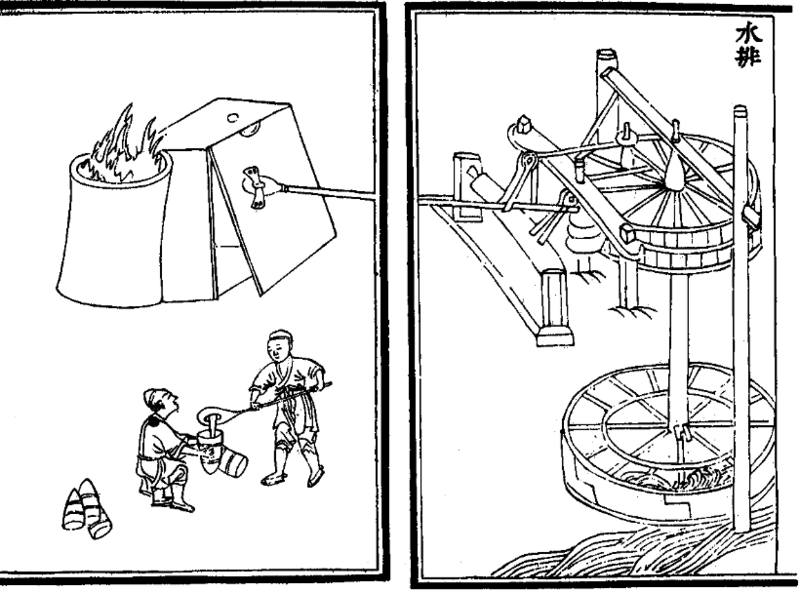
Ilustración de los fuelles de un alto horno operados por medio de ruedas hidráulicas. Tomado del documento Nong Shu, escrito por Wang Zhen en 1313, durante la dinastía Yuan.

El índice per cápita de producción de hierro se multiplicó por seis entre los años 806 y 1078, y en esta última fecha la dinastía Song alcanzaba a producir hasta 127 toneladas métricas de hierro al año. El historiador Donald B. Wagner señaló que dicha estimación se basaba en el número total de recibos de impuestos gubernamentales sobre el hierro, provenientes de las diversas prefecturas del imperio en donde se producía dicho metal. En el proceso de fundición mediante el uso de grandes fuelles hidráulicos (accionados por molinos hidráulicos), se utilizaban masivas cantidades de carbón vegetal, lo que condujo a una considerable deforestación de la región norte de China. No obstante, para finales del siglo XI, la sociedad china descubrió que el coque, obtenido del carbón mineral bituminoso, era un reemplazo viable para el carbón vegetal, cambio gracias al cual se salvaron muchas hectáreas de bosque y árboles. El incremento masivo en la producción de las industrias del hierro y del acero en China resultó a partir de las necesidades de expansión militar de la dinastía Song, así como de la demanda comercial privada de productos metálicos, como los utensilios de cocina disponibles en el mercado, y de la exigencia de una amplia gama de herramientas agrícolas. Otro aspecto importante que conllevó el aumento de la producción eran los nuevos canales que enlazaban a los principales centros de producción de hierro y acero con el bullicioso mercado de la capital. Los múltiples usos para los productos manufacturados con hierro en el período Song incluían armas, herramientas, monedas, elementos arquitectónicos, campanas y cascabeles musicales, estatuas artísticas, y componentes para varias máquinas, como el martillo pilón hidráulico, el cual se utilizaba desde el siglo I a. C., durante el período de la dinastía Han, usado también de forma extensiva durante la época Song. Debido a los considerables niveles de producción, el historiador de la economía Robert Hartwell analizó y determinó que la producción china de hierro y carbón en el siglo XII llegó a ser igual, o mayor, a la producción de hierro y carbón mineral en Inglaterra durante la primera fase de la Revolución Industrial, a finales del siglo XVIII. Sin embargo, la China Song no transformó el potencial energético del carbón en energía mecánica, algo que sí ocurrió en la Revolución Industrial.
Existieron ciertas prefecturas administrativas durante la época Song en las cuales se concentraba la mayor parte de la industria del hierro. Por ejemplo, el poeta y funcionario Su Shi escribió una memoria para el trono, en 1078, donde mencionaba específicamente 36 centros de fundición de hierro, cada uno con una fuerza de trabajo de varios cientos de personas, todos ellos ubicados en la prefectura industrial de Liguo, región que estaba bajo el mando de Su Shi, mientras éste se encargaba de la administración de Suzhou.

## Energía eólica
Los efectos de la energía eólica se conocían en China desde mucho antes de la introducción del molino de viento durante el período Song. No se conoce exactamente cuándo los antiguos chinos comenzaron a usar los primeros fuelles inflables para soplar aire en los hornos, aunque se estima que tal vez existían ya durante la dinastía Shang (1600–1050 a. C.), en razón de la compleja tecnología con que contaba dicha dinastía para fundir el bronce. Con seguridad se sabe que se utilizaron desde la incorporación de los altos hornos en el país, es decir, a partir del siglo VI a. C., puesto que el uso de herramientas agrícolas y armas de hierro fundido estaba muy extendido en el siglo V a. C. En el año 31 d. C., el prefecto e ingeniero de la dinastía Han Du Shi utilizó ruedas hidráulicas horizontales y un complejo sistema de engranajes para operar los grandes fuelles que servían para calentar un alto horno de fundición de hierro. Los fuelles continuaron usándose en la siderurgia, descubriéndose después otras fuentes de energía eólica. Ding Huan, artesano de la dinastía Han que floreció hacia el año 180, no solamente fue pionero en la invención de la suspensión cardán, sino también del ventilador rotatorio, el cual podía usarse a manera de simple aire acondicionado. Este último empleaba siete ruedas de tres metros de diámetro cada una, que se movían manualmente. Durante la dinastía Tang (618-907), los palacios contaban con sistemas de refrigeración de ventiladores giratorios accionados por energía hidráulica. En la dinastía Song, Needham explicó que «los efectos refrigerantes de las corrientes artificiales de aire parecen apreciarse aún más». Existió también en China una compleja máquina de cribar mediante un ventilador rotatorio, utilizada en la agricultura para separar la fibra de la gluma, ilustrada en el tratado Nong Shu (1113) del oficial Wang Zhen. No obstante, la primera representación de una máquina de cribar se halla en un modelo de tumba de la dinastía Han y fechada entre el siglo II a. C. y el siglo II de nuestra era. Después de estas innovaciones, finalmente el molino de viento se introdujo en la región norte de China, a principios del siglo XIII, a través de la dinastía Jurchen, en los últimos tiempos de la dinastía Song.
El erudito persa Ali ibn Sahl Rabban al-Tabari escribió en torno al año 850 que el califa Umar había sido asesinado en 644 por el técnico Abu Lu'lu'a, quien decía haber construido molinos impulsados por la energía del viento. De cualquier forma, relatos más confiables de los molinos de viento son los de los hermanos Banu Musa (850 a 870), además de varios autores que confirman la existencia de los molinos de la región de Sistán (Irán), sobre los cuales escribieron Abu Ishaq al-Istakhri y Abu al-Qasim ibn Hauqal. La China Norte bajo el reinado de la dinastía Jurchen adoptó los molinos de viento del mundo islámico a principios del siglo XIII; esto puede leerse en un relato del Shu Zhai Lao Xue Cong Tan («Pláticas recopiladas del anciano instruido acerca del estudio Shu»), redactado por Sheng Ruozi. De acuerdo con este texto:

En la colección de obras personales del «plácidamente retirado erudito» [Zhan Ran Ju Shi], hay diez poemas sobre [la región de] Hechong Fu. Uno de ellos describe el escenario de aquel lugar [...] y dice que «el trigo almacenado se muele por medio del viento fuerte, mientras que el arroz es triturado en un mortero. Los de la región occidental [es decir, los turcos] usan molinos de viento (feng mo) igual que la gente del sur [es decir, la dinastía Song] utiliza molinos hidráulicos (shui mo). Y cuando se trata de machacar el producto, hacen uso de morteros colocados verticalmente».

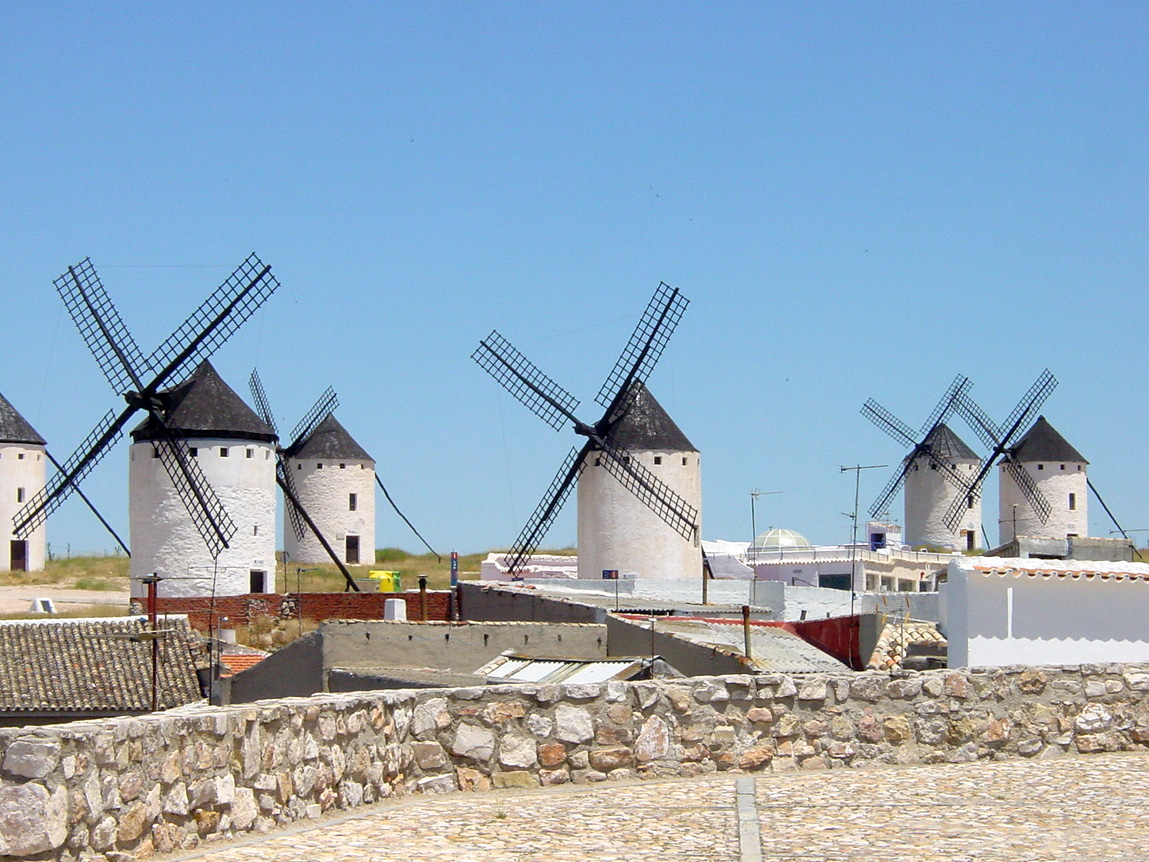
Molinos de viento en La Mancha, España, los cuales se diferencian de los molinos de viento chinos en el diseño horizontal.

En la continuación del texto, Sheng Ruozi ofrece una selección de lo escrito sobre molinos de viento por el «plácidamente retirado erudito», término que se refiere realmente a Yelü Chucai (1190-1244), un notable estadista de la Dinastía Jurchen y del linaje Yuan (después de que la sociedad Jurchen cayera ante los mongoles en 1234). El pasaje mencionado expone el viaje de Yelü a la región del Turquestán (ubicada en la contemporánea Xinjiang) en 1219. Asimismo, «Hechong Fu» alude a Samarcanda (en el actual territorio de Uzbekistán). Tiempo después, los chinos aplicaron los aparejos de los típicos juncos a los molinos de viento horizontales. Este tipo de molinos de viento se usaban para operar las bombas hidráulicas de paleta cuadrada que servían para el riego desde la época Han. De hecho, molinos de esta naturaleza todavía se usaban en la era moderna en Tianjin y en algunas áreas limítrofes al río Yangtsé. El primer europeo en observar los molinos de viento chinos fue Jan Nieuhoff, quien relató haberlos visto en Jiangsu mientras viajaba por el Gran Canal de China en 1656, como parte de un viaje diplomático a Pekín en representación de los Países Bajos. Los primeros molinos europeos de los que se tiene registro escrito fueron los del deán Herbert, de Anglia Oriental, en 1191, que competían con los molinos de la abadía benedictina del pueblo inglés Bury St. Edmunds.
Además de los molinos, se llegaron a encontrar otras aplicaciones de la energía eólica en varios dispositivos, incluso en vehículos. Uno de los más destacables era una carretilla llamada «carro de vela» que apareció como mínimo en la dinastía Ming, en el siglo XVI (aunque pudo haber sido conocido tiempo antes). Los viajeros europeos que llegaron a China a finales del siglo XVI se sorprendieron al encontrar carretillas con una única gran rueda, que servían tanto para transportar a personas como mercancías, que, además de ser jaladas por una mula o un caballo, también funcionaban montando en ellas mástiles con velas (como en las embarcaciones), con lo cual se impulsaban por la acción del viento.

## Arqueología

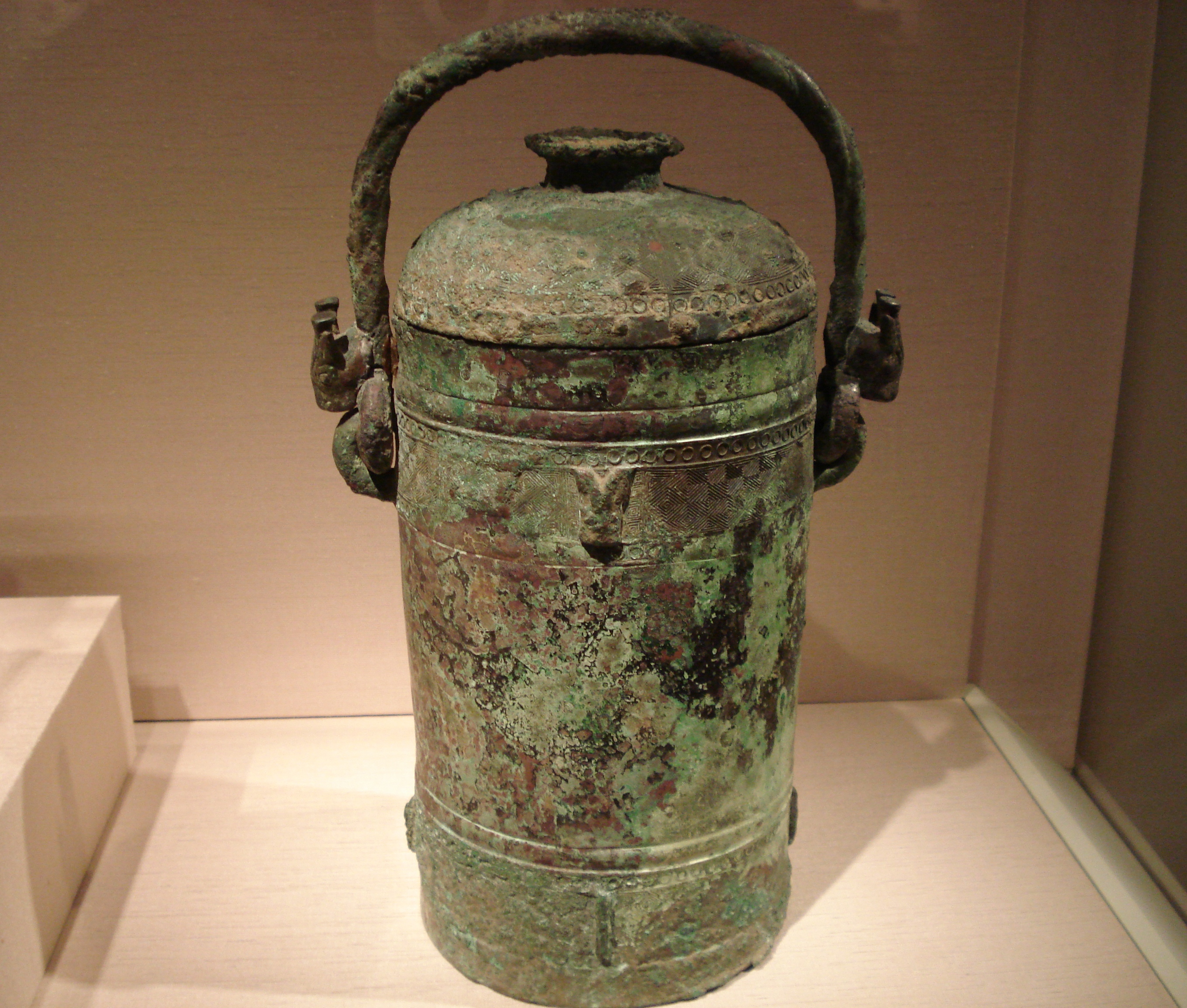
Un contenedor de vino cilíndrico hecho en bronce durante la dinastía Shang (c. 1600–c. 1050 a. C.); objetos como éste fueron descubiertos por burgueses de la China Song (960–1279).

Durante la primera mitad del período Song (960–1279), el estudio de la arqueología se desarrolló a partir de los intereses anticuarios de la burocracia educada y su deseo de revivir el uso de vasijas antiguas en rituales y ceremonias estatales. Además, se creía que las vasijas habían sido elaboradas por antiguos «sabios» y no por gente común. Shen Kuo criticó estas convicciones, dándole un enfoque interdisciplinario a la arqueología, al incorporar sus hallazgos arqueológicos en estudios sobre la siderurgia, la óptica, la astronomía, la geometría y las antiguas medidas musicales. Shen tuvo que convencer a sus colegas de que las viejas vasijas habían sido creadas por antiguos artesanos, igual que en su propia época, y no por sabios como se pensaba. Entre sus hallazgos se encuentra una herramienta de medición localizada en un jardín de Jiangsu, la cual Joseph Needham identificó como la Vara de Jacob.
En la misma época, tras haber realizado un análisis de artefactos antiguos con inscripciones en bronce y piedra, el erudito Ouyang Xiu (1007–1072) los compiló en un catálogo analítico en el que informaba acerca de unas 400 inscripciones; Patricia B. Ebrey consideró que esta obra era pionera en ciencias como la epigrafía y la propia arqueología. El Kaogutu («Catálogo ilustrado de la antigüedad examinada») de Lü Dalin (1046-1092), obra cuyo prefacio data de 1092, es considerado como uno de los catálogos conocidos más antiguos en haber descrito y clasificado sistemáticamente artefactos históricos desenterrados. Presentaba, a través de descripciones o bien por medio de ilustraciones, un surtido de 210 objetos de bronce, así como trece piezas de jade, pertenecientes a colecciones privadas y gubernamentales, cuyo origen se remontaba a las dinastías Shang (c. 1600 – c. 1050 a. C.) y Han (202 a. C. – 220 d. C.).
Así como lo haría siglos más tarde el historiador Leopold von Ranke (1795-1886), algunos burócratas de la China Song, como Zhao Mingcheng (1081–1129), defendieron la primacía de los descubrimientos arqueológicos contemporáneos de inscripciones antiguas frente a las obras de historiografía redactadas después de los sucesos, obras que evaluaron como poco fiables en contraste con las evidencias citadas. Por ejemplo, Hong Mai (1123-1202) usó las vasijas antiguas de la dinastía Han para desacreditar lo que él denunció como descripciones falaces de vasijas Han que se hallaban en el catálogo arqueológico Bogutu, recopilado durante la segunda mitad del reinado de Huizong (1100-1125). Para evitar esta práctica, los académicos de la dinastía Song establecieron un sistema formal de datación de este tipo de artefactos, mediante el examen de sus inscripciones, los estilos de sus motivos decorativos y sus formas físicas. Mingcheng recalcó la importancia de recurrir a las inscripciones antiguas para corregir discrepancias y errores existentes en textos posteriores en los que se trataban acontecimientos históricos, tales como fechas, ubicaciones geográficas de los sucesos, genealogías y títulos oficiales.

## Geología y climatología

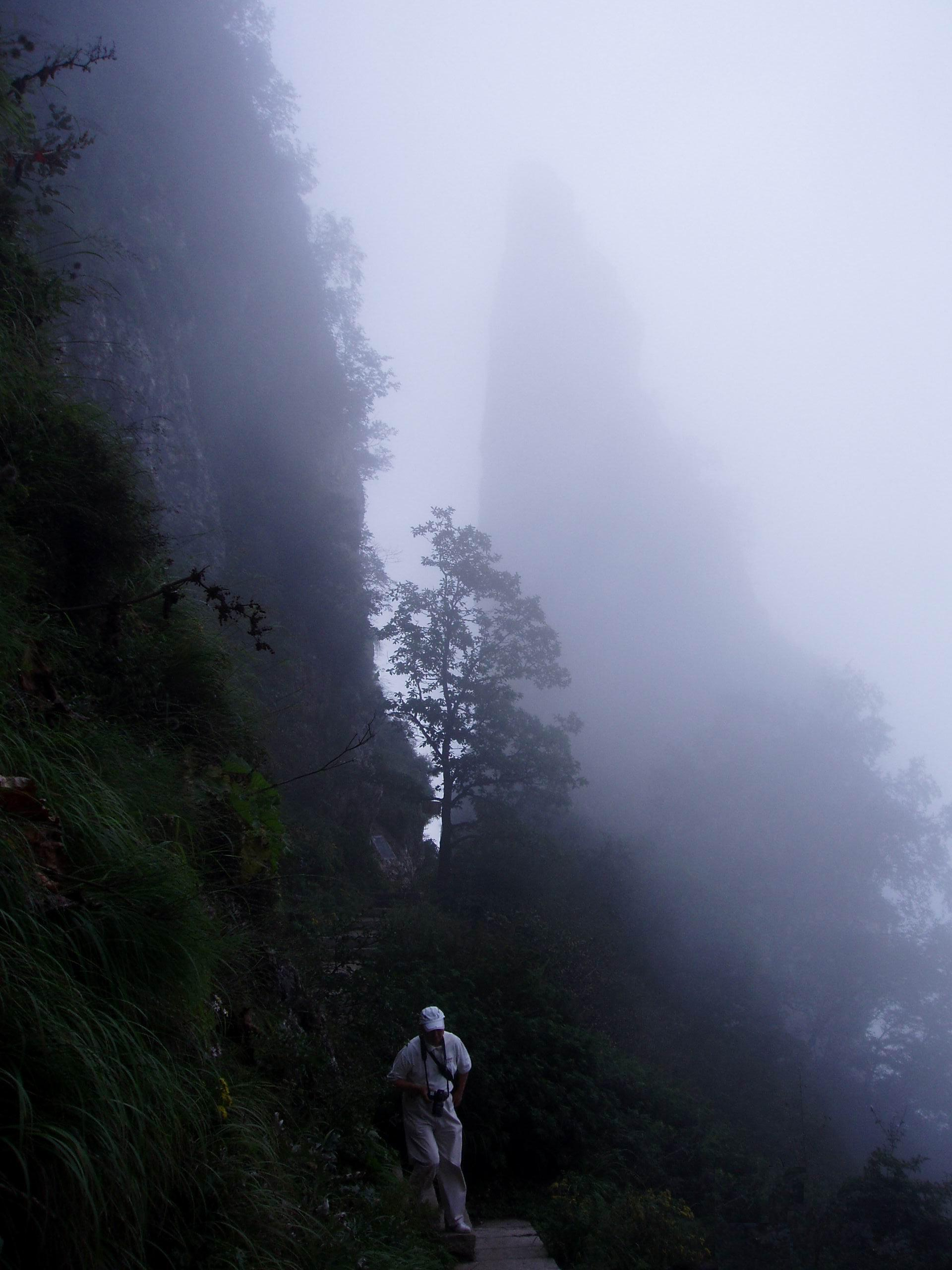
Las Montañas Taihang se extienden a lo largo de la meseta de Loes y las provincias chinas Henan, Shanxi y Hebei.

Además de sus contribuciones en meteorología, astronomía y arqueología, Shen Kuo también formuló varias hipótesis geológicas y climatológicas en su obra Meng Xi Bi Tan (1088), sobresaliendo principalmente sus afirmaciones en torno a la geomorfología y el cambio climático. Él creía que la corteza terrestre se modificaba a través del tiempo, debido a la perpetua erosión, la elevación del suelo y la acumulación de sedimentos, y mencionó haber observado estratos horizontales de fósiles engastados en un acantilado de las Montañas Taihang, considerándolos una evidencia de que la zona en cuestión había sido previamente una antigua costa que terminó por desplazarse a cientos de millas hacia el Este a través de un enorme período de tiempo. Shen también escribió que, puesto que se encontraron bambúes petrificados bajo tierra en una zona de clima nórdico seco en la cual nunca se supo que éstos crecieran, los climas deberían cambiar de modo natural con el transcurso del tiempo.

### La pólvora y las armas de fuego
- Flechas de fuego chinas
- La historia de los primeros fuegos artificiales y de las flechas de fuego Archivado el 10 de abril de 2020 en Wayback Machine.
- La pólvora y las armas de fuego en China
- La guerra de asedio china: artillería mecánica y armas de asedio de la antigüedad

### Otros
- Trascripción completa del capítulo de  Shen Kuo en el libro de Nathan Sivin
- Tecnología e inventos chinos
- Tecnología en la Dinastía Song
- El reloj de Su Song de 1088

- Datos: Q427777